# 이준용 (1870년)

영선군 이준용 신도비

영선군 이준용(永宣君 李埈鎔, 1870년 7월 23일(음력 6월 25일) ~ 1917년 3월 22일(음력 2월 29일))은 조선의 왕족, 문신, 군인, 친일파이자, 대한제국의 황족, 군인, 교육인으로, 고종황제의 형인 흥친왕 이재면의 아들이자, 흥선대원군의 적장손이다. 본관은 전주로 자(字)는 경극(景極), 호는 석정(石庭) 또는 송정(松亭). 별칭은 무루공자(無淚公子). 영선군(永宣君)의 작위를 받았으며, 조선 고종의 조카이자 정치적 라이벌이었다. 초기에는 반일적 성향이었으나, 만년에는 신궁봉경회 총재를 지냈다.
1886년 문과에 급제하여 관직은 상보국숭록대부에 이르렀다. 고종의 잠재적 대안자이자 경쟁자였으며, 할아버지 흥선대원군은 고종을 폐위시키고 완은군, 흥친왕을 왕으로 추대하려는 기도를 하였으나 실패했다. 이후 대원군은 그에게 기대를 걸고, 그를 왕으로 추대하려고 시도하였으나 모두 실패했다. 김홍집 내각의 내부협판·통위사 등에 등용되었고, 보국숭록대부로 승진했다.
1894년 김학우(金鶴羽) 암살 사건의 배후로 몰려 체포, 투옥 후 고문을 받았으며 특사로 석방되었다. 석방된 뒤 주차일본공사(駐箚日本公使)와 그해 11월 27일 육군참장(陸軍參將) 등을 지냈다. 이에 아울러 그는 을미년 왕세자 작위 선양 파동 사건에도 간접 연루되었지만 고종의 다른 대안자와는 달리 그는 적극적으로 왕위에 오르려는 시도를 하여 고종을 긴장시켰다.
을사조약 체결 이후 교육, 왕위 계승을 단념하고 계몽운동의 중요성을 역설하였다. 1912년 이희 공으로 강등된 아버지 흥친왕이 죽자 준(埈)으로 개명한 뒤 공(公)의 지위를 상속받아 '이준 공'(公)이 되었다.
조선 말기와 대한제국기에 반외세운동과 반정부운동이 일어날 때마다 이준용은 과단성이 부족한 고종과 병약한 세자(순종)를 대제할 수 있는 인물로서 주목을 받았다. 그리고 이준용 자신도 청일전쟁 중에 고종을 폐위하고 직접 왕위에 오르려는 정치적 야망을 드러내기도 하였다. 이준용은 국가를 다스릴만한 자질과 능력을 겸비한 젊은 인재였기 때문에 흥선대원군과 여러 정치세력들은 그를 계속 신왕으로 옹립하려 하였다. 만년에는 친일적 성향으로 변절했다. 윤보선 가문의 인척으로 윤보선의 동생 윤원선은 그의 서녀 이진완과 결혼했다.

## 생애

### 생애 초기

#### 출생과 가계
영선군 이준용은 1870년 7월 23일(음력 6월 25일) 한성부 종로방 운니동의 운현궁에서 흥선대원군의 적장자 흥친왕 이재면과 풍산 홍씨의 장남으로 태어났다. 자(字)는 경극(景極)이고 뒤에 성인이 된 뒤 이름을 준용이라 하고 아호는 석정(石庭)과 송정(松亭)이라는 아호를 사용했다. 이준이라는 이름은 1913년 9월 20일에 개명한 이름이다. 고종 이명복은 그의 숙부였고, 완은군 이재선은 배다른 숙부였다. 그가 태어날 무렵 할아버지 흥선대원군은 미성년자였던 숙부 고종을 대신하여 섭정을 하고 있었다.
그가 태어난지 얼마 안돼 동생 이문용이 태어났다. 그러나 이문용은 20세의 나이에 일찍 요절하고 말았다.
임오군란 이전에 그는 흥선대원군의 측근인 허욱(許煜)을 독선생으로 모시고 글을 배웠다고 한다. 그는 일찍부터 대원군의 식객이자 가인으로 활동했다. 허욱은 임오군란 때 병사 복장을 하고 대궐로 들어가 명성황후를 가리켜 주는 역할을 맡았다가 군란이 진압된 다음에 죽임을 당하였다.

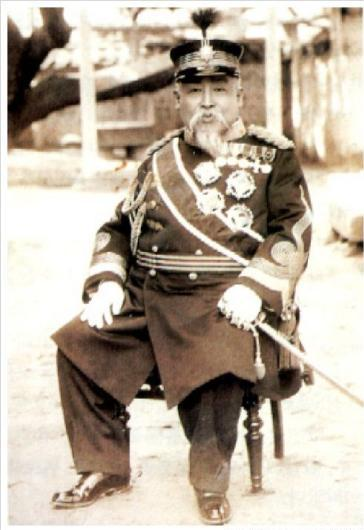
아버지 흥친왕 이재면

그는 어려서부터 기억력이 좋고 총명했으며, 남달리 적극적이고 야심만만하였다. 김윤식이 쓴 신도비명에 의하면 '이준용은 어려서부터 매우 영리하고 행동거지가 신중하여 대원군이 매우 총애하였다'고 기록해 놓았다. 할아버지 흥선대원군은 어려서부터 그의 그런 점을 눈여겨보았다. 아버지 이재면보다도 실질적인 가장이었던 그의 할아버지 흥선대원군이 특별히 그의 보호자 역할을 자임한 것은 그의 영특함 때문이었다.
소년기의 그는 할아버지인 흥선대원군의 영향을 받으며 성장했다. 파락호 생활과 배신과 음모를 접한 그는 야심이 있었지만 쉽게 다른 사람을 믿지 않았고, 신중하고 생각이 깊은 소년으로 성장하였다. 그는 성년이 되거나 결혼하기도 전이었던 1880년 4월 7일 관례를 올려 성인으로 인정받고, 자를 경극, 호를 석정이라 지었다. 그해 6월 23일(음력 5월 16일)에 판서를 지낸 홍종석(洪鍾奭)의 장녀 남양홍씨와 혼례를 올렸다.

#### 고종의 대안으로 지목되다
이준용의 보호자였던 흥선대원군은 1873년 11월 권좌에서 물러난 후부터 둘째아들 고종과 정치적으로 적대관계에 놓여 있었다. 이후 대원군은 기회만 오면 언제나 탐탁지 않은 고종과 왕후를 폐위하고 이준용을 왕위로 앉히려 하였다. 이때부터 그는 더욱 발언을 삼가고, 누군가 시험할 때면 다른 말로 둘러대며 은인자중하였다. 배다른 삼촌 이재선이 처형당하고 아버지 흥친왕 이재면 조차 유유한 성격이라 대원군은 이후 이준용에게 큰 기대를 걸게 되었다.
흥선대원군은 그를 왕위에 앉히려는 정변을 기도했으나 번번히 실패하였다. 이준용을 조선의 왕위에 앉히고 흥선대원군 (자신은) 섭정의 자리를 차지하려는 흥선대원군의 깊은 의도가 담겨 있었다. 이 외에도 고종정부에 반대하는 국내외 여러 정치세력들이 고종이나 순종의 대안자로서 이준용을 주목하였다. 그래서 이준용은 15세부터 30대 중반경까지 끊임없이 반정부 세력들로부터 고종과 태자를 대신할 왕재로서 주목을 받았다. 이 때문에 그는 숱한 자객과 피습, 폭탄 테러의 위협과 친고종, 친민씨계 언관들의 주된 탄핵, 공격의 대상이 되었다. 그는 날렵하고 민첩한 행동으로 테러와 암살의 위협, 자객을 피할 수 있었다. 초기에 그는 일방적으로 추대되는 입장이었지만 그는 점차 자신도 왕이 될 수 있다는 뜻을 품게 되었고, 나라고 못할 것은 무엇이냐며 공공연히 불만을 터트리기도 했다. 그의 총명함과 야심, 욕망은 그대로 소문이 되어 퍼졌고, 이는 그대로 고종과 왕비 민씨의 귀에도 전해졌다.

#### 관료 생활
1880년대 초 그는 음직으로 교관에 제수되었다. 갑신정변 직전 흥선대원군은 동학 농민군집단과 개화파 집단 양측의 주목을 받고 있었고, 이들은 각각 목적은 달랐지만 고종을 대체할 인물로 이준용을 낙점하고 있었다.
1884년 12월 갑신정변 때 이준용은 개화파에 의해 정9품 세자익위사 세마(洗馬)에 올랐으며, 갑신정변 진압 후 관직에서 물러났으나 그가 주도한 것은 아니었으므로 책임을 추궁당하지는 않았다. 1885년 8월 동몽교관(童蒙敎官)에 제수되었고, 1886년 충량과 문과에 급제하여 규장각 대교에 임명되었다. 아버지 흥친왕 이재면은 고종의 친형이었는데도 고종은 형에게 4대 이내의 가까운 왕족에게 내리는 어떠한 작위, 혜택도 부여하지 않았다. 따라서 그 역시 어떤 작위도 받지 못했고, 일반 양반가의 자제와 같은 문반의 품계를 받게 되었다.
그는 말타기와 활쏘기 등에도 재주를 보였다. 1885년 8월 27일 동몽교관, 1886년 3월 29일 고종이 명나라 숭정제의 기일을 기념하여 친히 주관한 충량과 문과에 합격하여 무공랑으로 승진, 홍문관 정자로 발탁되었다. 이후 삼사의 청요직을 거쳐 1887년 부사용(副司勇)에 임명되고, 그 해 예문관검열(檢閱), 세자시강원설서(設書)를 지냈으며 6월 무관의 품계인 선략장군에 제수되었다가, 6월 11일 정3품 당하관인 통훈대부로 승진하여 홍문관 부응교로 발탁됐다. 그해 여름에 홍문관부응교, 전보국 주사(電報局主事)를 거쳐 다시 홍문관부응교가 되었다. 한때 할아버지 흥선대원군은 고종의 첫 아들인 완화군 선이 태어나자, 완화군에게 큰 기대를 걸었으나, 1880년경 그가 의문의 죽음을 당하자 완화군 대신 다시 그에게 기대를 걸게 되었다. 그러한 할아버지 흥선대원군의 각별한 기대와 정치적 후원으로 인해 고종은 그를 경계하기 시작했다.

### 군주의 대안자

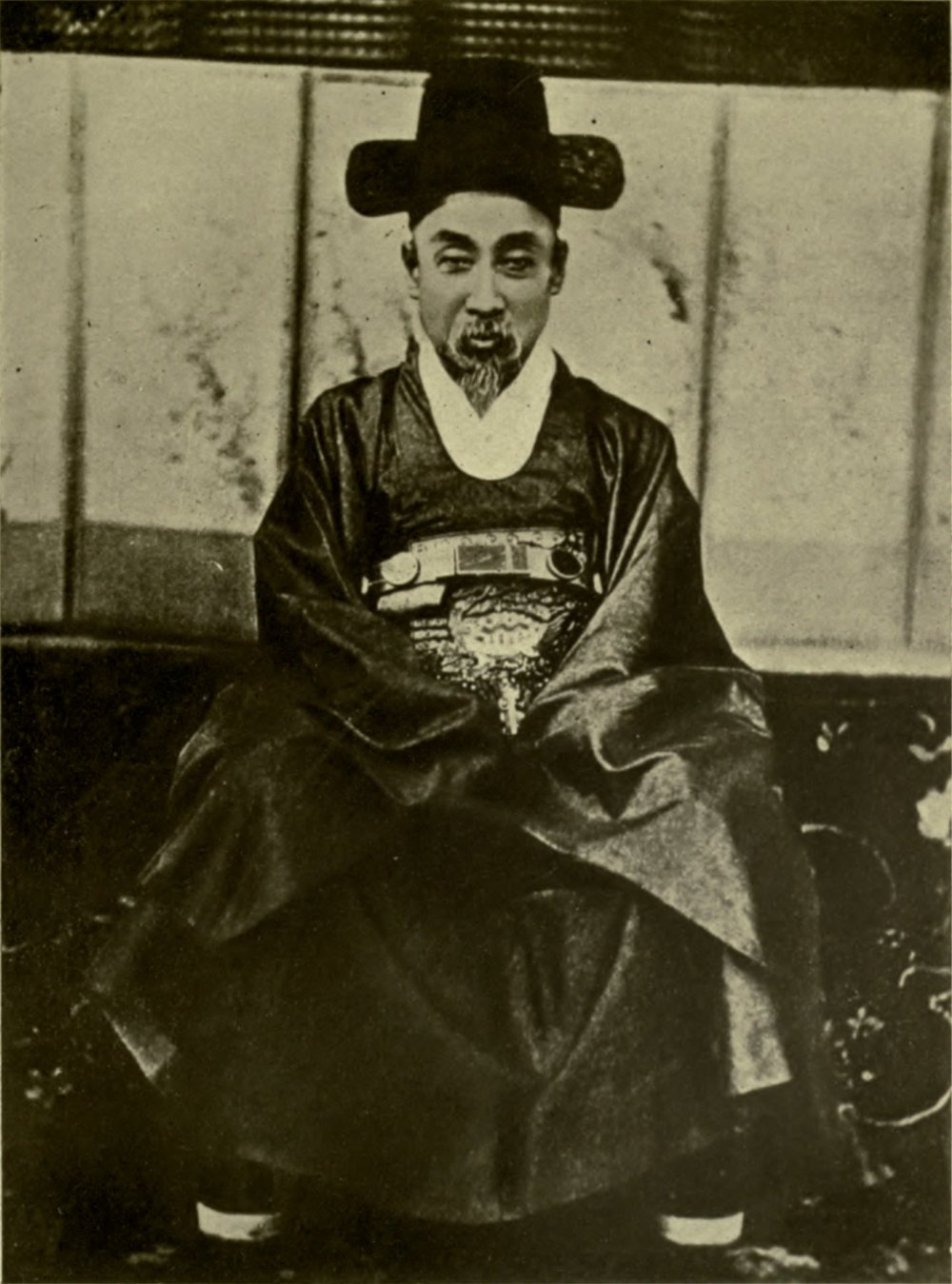
할아버지 흥선대원군, 이준용의 정치적 후견인

#### 1차 추대 시도

##### 추대 시도

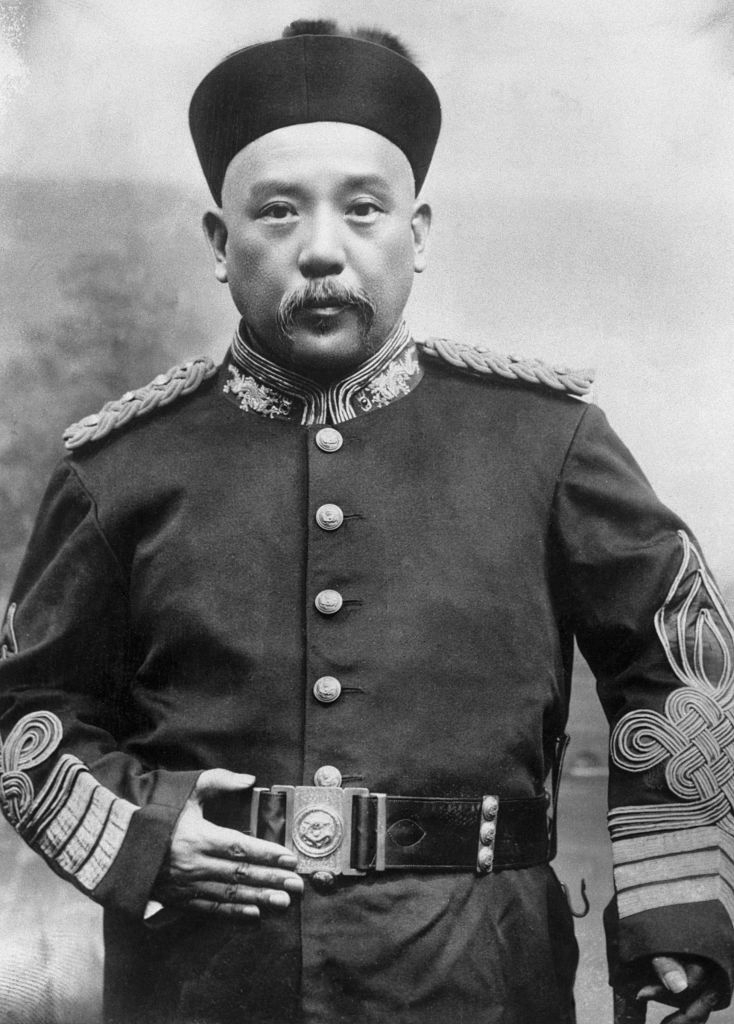
조선의 내정을 간섭하던 최후의 중국인 위안스카이

1886년 청나라의 주차조선총리교섭통상사의로 부임한 위안스카이는 고종을 내쫓고 이준용을 왕으로 세운 다음, 대원군을 섭정으로 내세우려는 음모를 꾸민다.
1886년 고종과 명성황후는 갑신정변 후부터 더욱 심해진 청나라의 간섭에서 벗어나기 위해 적극적인 친러 정책을 취하고 있었다. 이때 위안스카이에 의해 다시금 고종의 대안자로 고려되었다. 위안스카이는 1885년 10월 보정부에서 환국한 흥선대원군과 협의하여 1886년 초부터 고종을 폐위시키고 이준용을 세자로 삼아 대원군을 섭정에 오르게 하려 하였다. 고종이 러시아와 미국에 기대어 청나라를 견제하려 하자 위안스카이는 고종을 내쫓고 대원군을 내세우는 것이 청나라에 유리하다는 판단을 했다. 그러나 아들을 내쫓고 아버지를 왕으로 세울 수는 없으므로 대원군의 적장손 이준용을 선택한 것이다.
1886년 한러밀약사건을 계기로, 청나라의 주차조선총리교섭통상사의(駐箚朝鮮總理交涉通商事宜)로 임명된 위안스카이(袁世凱)가 대원군과 협력하여 고종을 폐위시키고 이준용을 조선 국왕으로 옹립하려고 하였으나, 북양대신 이홍장(李鴻章)의 제지로 좌절되었다. 그러나 위안스카이는 수시로 그에게 사람을 보내 영향력을 행사하려 한다.
그러나 이준용 역시 왕위에 추대하려는 시도에 호응했다. 위안스카이 등의 추대 계획이 있자, 그도 이를 위해 그는 왕실과 정부로부터 친러, 반청세력을 일소하려는 정치적 음모를 공공연히 추진하였다. 위안스카이 등의 개입에 한때 그는 고무되었으나 실패한다. 더구나 명성황후와 민씨 척족들의 부패상으로 사회불만이 팽배했고, 임오군란 등이 발생하면서 자신도 임금이 되지 말라는 법이 있느냐 하는 의도를 공공연히 드러냈다.
그러나 그의 발언과 행동들은 곧 고종과 명성황후계열의 신하들의 정보망에 포착됐고, 그의 쿠테타 기도는 실패한다. 1887년 6월 무공랑 홍문관 설서 겸 경연춘추관기사관이 되었다가 바로 계공랑으로 승진하여 홍문관정자 겸 경연춘추관기사관, 규장각검교대교 지제교 세자시강원설서를 겸직했다. 1887년 예문관 검열, 홍문관 부응교를 지냈고, 이해 12월 어머니상으로 3년간 상복을 입었다.
그 기간 중에도 이준용은 동학 농민군이나 개화파 인사들과 꾸준히 접촉하고 있었다. 박영효의 측근이나 유길준 등은 특히 그의 집을 자주 왕래했고, 이는 명성황후 측 인사들의 첩보망에 포착된다. 이후 홍문관과 예문관의 여러 직책을 거쳐 통정대부로 승진, 성균관 대사성, 홍문관 대제학, 승정원도승지에 올랐다. 그러나 그에 대한 고종과 명성황후 측의 감시는 계속된다.

##### 고종과의 경쟁, 폭살 위협
1889년 탈상 후, 그해 2월 다시 통훈대부 홍문관 부응교로 복직했다. 10월에는 절충장군에 임명되었다가 다시 통정대부로 변경 임명되었다. 1890년 9월 사복시정을 거쳐 승정원 동부승지로 발탁, 이후 형조참의, 성균관 대사성(大司成) 등을 거쳐 1891년부터 1896년 6월까지 홍문관 부제학, 규장각 직제학, 승정원 도승지, 1892년 이조 참의 등의 요직을 맡았으며 주변의 이준용 추대 세력이 생겨나게 되었다. 그와 동시에 이준용은 검객과 폭살 등의 자객들의 암살 위협에 수시로 시달리게 되었다.
1890년대 이후 숙부인 고종의 정치적 경쟁자로 부상하였고, 흥선대원군의 총애를 받아 1894년 쿠데타 음모 사건에 연루되었다. 자객을 보내 김학우를 암살한 혐의로 교동도에 유배되었다가 2개월 만에 특전으로 석방되어 할아버지 대원군과 함께 마포 공덕리의 별장인 아소정에 기거하였다. 1895년 10월(음력 8월) 을미사변 당시에 흥선대원군의 입궐을 상의하였다고 알려지고 있다. 이후 이준용은 명성황후의 측근 및 민씨 계열 일족으로부터 암살 위협에 시달린다.
1892년 봄 운현궁에서 화약이 터지고 여러 건물에 장치된 화약이 발각된 사건이 발생하였다. 한학자 매천 황현은 명성황후를 배후로 지목하였다. 그에 의하면 운현궁의 폭탄테러 사건은 명성황후가 흥선대원군 일가를 폭살하기 위해 벌인 것이라고 하였다. 이때 흥선대원군의 사랑채와 이재면과 이준용 부자의 거처에도 폭약이 장치되어 있었으나 다행히 점화되지 않은 상태에서 발각되었다. 이는 1874년 흥선대원군이 명성황후의 오라비인 민승호에게 폭약을 보내 일가를 폭사시켰던 전례에 대한 정치적 보복극이었다. 이후에도 이준용은 노상에서 자객들의 추격을 받았으나 날렵하게 따돌리기도 했다.
1892년 이조참의 겸 규장각직제학, 이조참의, 절충장군 행용양위부호군, 호군 등을 거쳐 그해 12월 17일 승정원좌부승지 겸 경연참찬관 규장각직제학, 12월 18일에는 다시 도승지 겸 규장각직제학으로 개정되었다. 1894년 7월 가선대부로 승진하고 경연동지사에 임명되었다. 그 해 종정경 겸 예조참판이 되었다가 동지의금부사를 거쳐 다시 이조참판(吏曹叅判)으로 임명되었다.
1894년 8월 17일 부인 남양홍씨가 사망했다. 곧바로 그의 재혼 부인이 간택, 낙점되어 12월 25일에 김재정(金在鼎)의 딸과 재혼하였다. 부인상으로 사직한 그는 1894년 8월 27일 호위부장이라는 직함을 받았다.

#### 명성황후 폐위 기도와 실패
갑오경장 초두에 흥선대원군과 이준용은 고종 폐위의 전초작업으로서 명성황후 폐서 작업에 착수하였다. 1894년 6월 22일부터 흥선대원군은 명성황후 폐서의 취지를 적은 문건을 일본 공사 오토리에게 제시하였다. 그러나 일본 측에서는 쉽게 움직이지 않았다. 일본이 쉽게 움직이지 않자, 그는 사람을 보내 일본 공사관측과 교섭하며 그들의 지지를 구하기도 했다. 그러나 일본 공사관은 그의 밀사가 방문했는데도 쉽게 움직이지 않았다.
이준용도 6월 22일부터 24일까지 일본 공사 오토리 공사를 설득하기 위해 일본공사관을 두 차례 방문하였다. 그러나 스기무라 서기관 등 일본 공사관 직원들의 강력한 반대로 흥선대원군과 이준용의 의도는 실패하였다. 흥선대원군은 6월 24일 이준용을 별입직에 임명하여 고종과 명성황후에 대한 감시를 한층 강화하였다. 7월 초 고종은 갑오경장을 단행한다. 이때에도 이준용은 꾸준히 일본 공사관을 방문하여 명성황후 폐출의 정당성을 역설하며 협조해줄 것을 부탁했다. 7월 12일 예조참판(禮曺參判)에 임명됐다. 갑오경장을 전후해서 대원군과 이준용은 명성황후를 공격, 폐서인하려는 음모를 꾸몄으나 일본 영사관에서 호응하지 않아 수포로 돌아가고 만다.

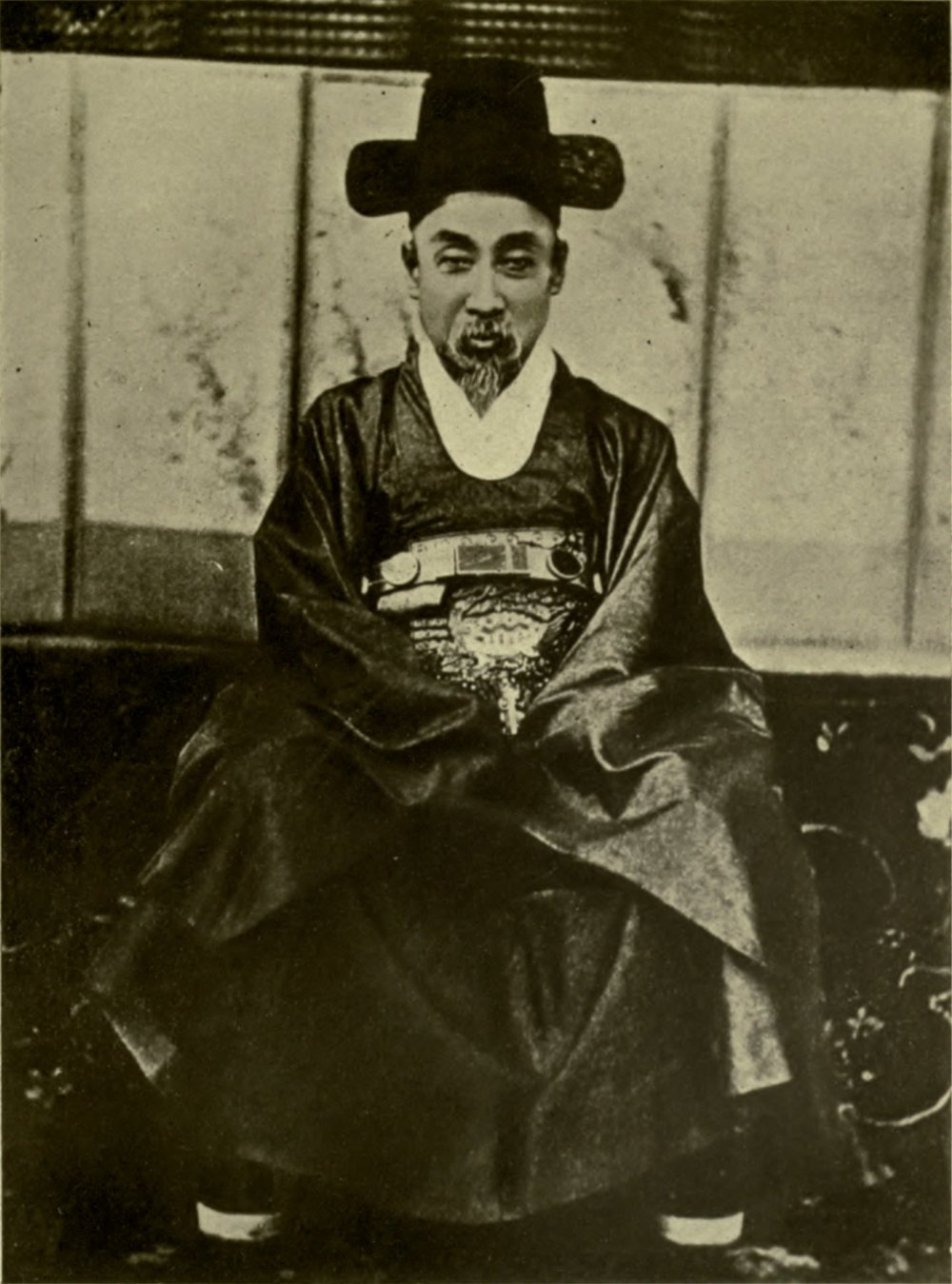
할아버지 흥선대원군

7월 15일 그는 종정경, 친군통위사 겸 정부당상, 내무아문협판에 임명되었다. 대원군은 고종과 명성황후를 감시하는 역할을 큰아들 이재면에게 맡기도, 손자 이준용을 종정경, 친군위통위사 겸 정부 당상, 내무아문 협판으로 임명한 것이다. 이 중 종정경은 종친의 지도자라는 상징적인 관직이었고, 통위사는 수도의 가장 강력한 군영 중의 하나인 통위영을 다스리는 총책임자였으며, 내무아문협판은 내무부의 차관으로 전국 지방관을 다스리는 권한과 한성부 일대의 경찰권에 대한 통수권을 지닌 자리였다. 이어 7월 17일 군국기무처가 이준용을 군국기무처 의원에 차하할 것 을 고종에게 건의하였다. 이 무렵 내무대신이 자주 교체되었으므로 내무대신 임시 서리가 되어 그는 사실상 내무대신(장관급)의 역할까지 대신 수행하게 되었다.
그러나 이준용의 권한 확대를 우려하고 있던 고종은 단호한 태도로 윤허하지 않았다. 바로 그는 일본주차 전권공사(日本駐箚全權公使)에 임명되었으나 거부하고 부임하지 않았다. 이에 대원군은 7월 19일에 이준용을 내무대신서리에 임명하여 내정을 완전히 장악하게 하였다. 이 무렵 내무대신이 자주 교체되었으므로 그는 내무대신(장관급)의 역할까지 대신 수행하게 되었다. 고종과 민씨 세력의 견제와 감시는 한층 강화되었고, 그는 비밀리에 동학 농민군측에 사람을 보내 정보를 주고 받았다.

#### 2차 추대 시도

##### 쿠테타 기도
1894년 7월 17일 군국기무처가 이준용을 군국기무처 의원에 임명할 것을 고종에게 건의하였지만 이준용의 권력확대를 우려하고 있던 고종은 단호히 거절하였다. 이에 대원군은 7월 19일 그를 내무대신서리에 임명하여 내정을 장악하게 했다.
대원군파가 농민군을 상경시키고, 청국군을 끌어들여 일본군을 격퇴하고 개화파를 제거하여 정권을 장악하려는 계획은 당초 이준용, 이태용, 박준양의 시국대처 논의 속에서 그 윤곽이 짜여졌다. 당시 박준양은 이준용에게 관직을 쉬고 외국으로 나가 10년 동안 견문을 넓혀 명망을 얻은 이후에 돌아올 것을 권하였다. 그 동안 고종은 노쇠하게 되고 왕세자(순종)도 그다지 큰 덕이 없으니 그때에 외국 명망과 국내의 관심은 자연히 이준용에게 쏠릴 것이고, 그러면 그다지 노력하지 않고도 권력을 쥘 수 있을 것이라고 하였다. 그러나 이태용은 큰일을 도모할 경우에는 때를 놓치지 말아야 한다고 하면서, 여러 사람의 기대가 모두 대원군을 향하고 있고, 더욱이 동학군이 대원군을 받들겠다는 주장을 펴면서 봉기하고 있는 지금, 그들로 하여금 수십만 대중을 동원하여 올라오게 한다면 진실로 사람들의 무리가 하늘을 이긴다고 하듯이 일본군대가 비록 움직인다고 하더라도 어찌할 수 없을 것이라고 하였다. 이어 이태용은 이준용에게 한편으로 일본군을 만류하여 움직이지 못하게 하고, 다른 한편으로 밤을 재촉하여 군중을 올라오게 한다면 손바닥을 뒤집듯이 일이 쉬워질 것이라고 제안하였다.
두 사람의 제안을 이준용은 대원군에게 알렸고, 대원군은 이태용의 안을 지지하여 박동진과 박세강에게 수십만 대중을 규합하여 속히 올라오게 하였다. 이준용 역시 사람을 규합하고 물자를 동원하였다. 한편 그는 민씨 정권의 개화 정책에 불만을 품은 이항로, 최익현 계열의 인사들에게도 꾸준히 사람을 보내 협조를 요청했고, 양이와 타협하지 않겠다는 조건하에 성리학자들의 동의를 얻어냈다.

##### 동학농민군과의 내통
한편으로 이준용은 동학군에 사람을 보내 연결을 시도했다. 7월 내무부협판에서 이후 그는 미국인 법률고문인 그레이트하우스(Greathouse, C.) 및 르장드르(LeGendre, C. W.)와 접촉하여 반일친위대의 편성을 도모하는 한편, 대원군의 후원하에 밀사를 지방으로 파견하여 호남지방의 유생과 동학농민군, 그리고 평양부에 주둔 중인 청나라 군대에 직접 연락, 내통하여 도움을 요청했으며 일본군을 축출하고 경성의 친일내각을 전복하고, 고종을 축출하려고 기도했으나 실패했다. 8월 시강원보덕(侍講院輔德)에 임명되다.
이에 따라 대원군과 함께 대원군파의 중심이었던 이준용은 관직을 내무협판에서 통위사로 옮겨 병권을 장악, 불시의 병력 사용에 대비하고 다수의 장정들을 모아 대궐 내에 은닉하여 일본군대가 북진하여 병력이 허약해진 틈을 노려 농민군과도 내외 상응하여 거사하려고 하였다. 농민군이 금강에 이르러 그 기세가 놀랄만하면 이준용은 이들을 토벌한다는 명분으로 병력을 일으켜 한성을 점령한다는 계획이었다. 1890년대 초반 전봉준은 한때 운현궁에서 흥선대원군의 문객 생활을 하였다. 이준용은 이런 인연으로 전봉준 등과 연결을 시도하며 동학 농민군을 이용할 계획을 세운다.

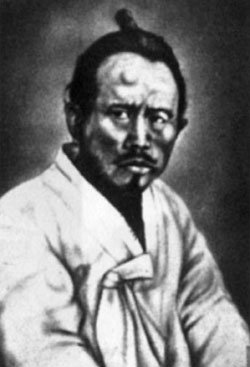
동학 농민군의 지도자 전봉준. 그는 1890년 한때 흥선대원군가의 식객이었다.

동학농민군과 사전에 계획을 짠 뒤, 이준용이 토벌을 명분으로 부대를 구성하면 동학농민군은 빠진다는 계획이었다. 이준용은 이들을 토벌한다는 명분으로 출진명령을 얻어, 군병과 수백 명의 역사(力士)를 대동하고 과천, 수원 사이에 개부하여 오히려 일을 꾸며 합세 회군하여 서울로 들어와 사람들이 놀라고 왕이 피난할 때를 타서 한편으로는 그 부하인 통위영 병대를 동원하려 했다.
대원군과 이준용의 계획은 "농민군이 재기하면 그 토벌을 핑계로 군사를 일으켜서 개화정부를 전복하고 정권을 잡으려던 것으로 재기병을 촉구하는 밀사를 보냈던 것"이었으며, 또 만일 일본군이 동학농민군을 진압하러 내려가게 되면 즉각 해산하였다가 그 해 11월,12월 경에 강이 결빙하기를 기다려 청국병이 오게 될 형편이 되면 협력하여 일본군을 격퇴하고 정부를 갱신하고 새로운 왕을 세우려는 것이었다.
이준용이 이끄는 통위병 영대로써 왕실을 장악하고, 다른 한편으로는 하수인들을 지휘하여 김홍집, 조희연, 김가진, 김학우, 안경수, 유길준, 이윤용 등을 죽이고 정부를 전복하여 정권을 장악한 뒤 고종을 상왕으로 추대하고, 왕비와 태자를 폐하여 이준용을 왕위에 올리기로 결정하였다.
이들은 올라온 대중을 한편으로는 서울 근방에 배치하고, 다른 한편으로는 서울로 들여보내 종로에 도회시켜 만인소청을 설치하고 서찰을 정부에 투여하여 각국 공관에 조회시킨다는 계획을 세우기도 하였다. 그러면 한두 사람의 일이 아니고 수십만 명의 일이고 또 외국에 어떠한 해를 끼치는 일도 아니기 때문에 외국에서도 아무 말이 없을 것이라고 하였다. 일이 이루어지면 사신을 밀파하여 청국군에게 알려 앞으로의 시비에 대비하게 하고, 만일 일본군이 먼저 움직이면 일단 사방으로 흩어졌다가 94년 10월 중에 청국군이 나오는 것을 기다려 힘을 합쳐 협공하면 일본군을 격퇴할 수 있을 것이라고 생각하였다.
그리고 대원군파의 사람을 중심으로 신정부를 구성하여 박준양을 영의정에, 이태용과 김모를 각각 좌의정, 우의정에 앉히려고 하였으며, 고운정을 충청감사나 영남감사에, 그리고 고종주를 전라감사에 임명하려고 하였다. 그러나 이러한 이준용과 기타 친대원군파 인사들의 음모는 일본 공사관의 첩보망에 포착된다.

##### 개화파 암살 기도
1894년 9월 상순 허엽, 이병휘 등에 의해 대원군과 이준용의 음모가 탄로나자, 위기를 느낀 대원군은 개화파인 경무사 이윤용의 관직을 박탈하고 이어 개화파 암살을 고종주, 김국선 등에게 담당시켰다. 이후 이준용은 고종주, 김국선 등에게 접근을 시도한다.
고종주는 1895년 당시 46세로 현릉참봉을 역임했다. 1894년 운현궁에 왕래하여 이재면과는 친하였다. 1894년 10월 초부터 이준용은 고종주가 호남에 거주하고 있었던 것을 계기로 고종주에게 호남에 가서 농민군을 불러 올 것을 자주 권하였다. 이때 이준용은 고종주가 허락하면 대원군에게 알려 신적(信蹟)을 얻어 농민군 소모에 편하게 해주겠다고 말하기도 했다. 이준용이 동학 농민 운동의 농민군과도 내통을 시도한 정보를 일본 측에서도 입수하게 되었다. 일본 측에서 이준용을 불러 반일 행위를 했는가 여부를 집중 추궁하였다.
1894년 10월 중순 이후 일본측은 흥선대원군과 이준용이 항일활동을 전개한 증거들을 가지고 추궁하며 양인에게 공직 사퇴를 요구하였다. 당시 조선정부는 고종이 평양의 청장들에게 보낸 밀서를 일본측이 문제삼지 않는다는 조건으로 대원군의 축출에 동의했다. 이에 흥선대원군은 이노우에 가오루(井上馨) 일본 공사에게 자신이 추진한 항일운동에 대해 사과하고 손자 이준용의 장래 교육을 부탁하였고, 이준용도 자신이 시골 사람들과 부주의한 접촉을 하였다고 하며 동학지도부와 연대하려던 사실을 완곡하게 인정하였다. 내무협판 겸 친군통위사(親軍統衛使)·내무대신서리 등으로 임명되어 인사권과 군사권을 장악하였으나 군국기무처의 반발로 내무협판직을 사퇴하게 되었다.
정변이 실패로 돌아가자 10월 이후 조용히 지냈다. 얼마 지나지 않아 특파일본보빙대사(特派日本報聘大使)에 임명되었으나 부임하지 않았다. 그해 10월 26일 이준용은 고종에게 통위사직을 사직할 의사를 밝혔고, 11월 21일 수락되었다. 12월 17일 박영효가 내무대신이 되면서 내무대신서리직을 상실하였다. 그는 종정경의 직위와 오위도총부 도총관직을 유지했다.

##### 외연 확대 시도

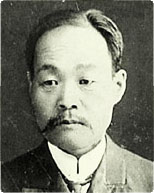
유길준. 이준용의 김학우 암살사건으로 개화파 일부를 적으로 돌렸으나, 유길준은 포섭하게 된다.

뒤에 을미사변 당시 흥선대원군 등과 함께 명성황후 제거에 동조한 유길준은 이준용의 주도로 대원군파로 포섭되었다. 대원군은 군국기무처 내에 자기파인 박준양, 이태용, 이원경을 앉히고 이준용을 중심으로 유길준 등을 끌어들여 세력 확장에 주력하였다. 이준용은 대원군과 함께 수시로 일본 공사관에 출입했지만 전적으로 일본을 신뢰하지는 않았다. 일본 외에도 그는 미국, 러시아, 영국측의 세력도 끌어들이려 부단히 노력했다. 이는 일본 공사관의 본국 보고서에도 드러난다.
요즘의 저권쟁탈로 대원군 및 그의 손자인 이준용과 김가진과 같은 일본파 사람들과의 사이가 점차 벌어지고 있어서 일본파 사람들은 한편으로 국왕과 왕비에 의지하고 한편으로는 은밀히 우리나라(일본)의 성원을 믿고 있는 것 같으며, 이준용은 일본파와 겨루기 위해 갑자기 이선득을 끌어들여 러시아와 영국인 등과 결탁하려고 시도하고 있습니다. 그리고 양 파벌간의 격리는 박영효가 일으킨 자극으로 해서 현저히 그 도를 높여 이준용은 마침내 미국과 영국인을 끌어들여 일단의 친위병을 조직하려는 지경에 이르고 있으며 오직 총리대신 김굉집만이 중간에 서서 자못 고심하고 있지만 미력하여, 어떻게도 할 수 없는 것 같이 보입니다

<<주한일본공사관 기록 5>> 40쪽, 1894년 9월 17일 주한 일본공사 보고

불과 1894년 7월 까지만 해도 개화파를 암살하려 했던 이준용은 꾸준히 사람을 보내 유길준 등 일부 개화파를 포섭하는데 성공한다. 그밖에 프랑스와 청나라 공사관 측에도 사람을 보내 자신을 지지해 줄 것을 호소하였다. 그러나 공사관과 외교사절단의 반응은 냉담하거나 무관심이었다.

##### 체포와 수감

동학 농민군의 사발통문(격문)

이준용은 꾸준히 사람을 보내 동학 농민군과 연결을 시도했다. 동학 농민군이 한성까지 올라오면 자신은 진압한다는 명분하에 거병을 하고, 세인의 이목을 생각해 형식적으로 싸우는 척을 한다. 그 뒤 무능한 왕과 부패한 대신들을 척결한 뒤 동학 농민군은 자진 해산해서 돌아가면 된다는 것이었다. 그러나 이 계획은 이준용이 갑자기 체포됨으로써 수포로 돌아간다.
1895년 3월 24일 개화파인 김학우를 암살했다는 혐의로 법무아문에 체포당하였다. 궁중의 명성황후 세력과 내부대신 박영효 등과 법부대신 서광범 등이 서둘러 순검 수십 명을 운현궁으로 보내어 대원군 부부가 보는 앞에서 이준용을 두들겨 패고 포박하여 경무청으로 압송하였다.
김학우 암살 사건이 터지자 박영효의 집사 출신 이규완(李圭完)이 체포와 수사를 맡았다. 흥선대원군과 동학군이 손잡고 민씨 정권 타도를 계획하자 그는 이준용을 직접 체포하기도 했다. 1895년 3월 23일 경무관 이규완이 지휘하는 30여 명의 순검은 지체없이 대원군의 사저인 운현궁을 덮쳤다. 대원군은 이규완의 말을 듣고 진노하였다.
| “ | 이런 못된 것이 다 있나. 그걸 말이라고 하느냐. 궁내부의 종정경이 무엇이 답답하여 역모를 꾀한다더냐. 너희는 종정경이 주상과 숙질간임을 정녕 모르느냐? 당장 물러가렸다. | ” |

이규완은 물러서지 않고, 흥선대원군에게 김학우를 암살하고 개혁당을 일망타진하려 한 자가 이준용이라고 대들었다. 이규완은 대원군 부부가 보는 앞에서 이준용을 두들겨 패면서 포박했다.
| “ | 시생은 어명을 시행하고 있사옵니다. | ” |

| “ | 네 이놈, 뉘 앞에서 그따위 터무늬없는 말을 입에 담느냐. 당장 물러가지 못할까! | ” |

그는 즉시 '대역부도의 죄인이니라, 당장 끌어내어 포박하렸다.'라고 명하였다. 대원군의 격노도 왕명 앞에서는 무력할 수밖에 없었다. 경무관 이규완의 일갈이 있자 순검들은 지체없이 이준용을 끌어내어 포박했다. 궁내부 대신 이재면은 끌려가는 아들의 뒷모습 을 망연자실 바라봤다.
경무청에 와서도 이준용은 갖은 고문과 폭행을 당하였다. 이를 기회삼아 명성황후는 이준용을 제거하려 한다.
감옥에 수감된 뒤에도 그는 심한 구타와 고문을 당했다. 박영효와 서광범 등은 이준용 역모사건을 이용하여 대원군파를 일소하려는 의도에서 이준용과 그 당여들을 사형에 처하려 하였다. 또한 민씨 세력에서는 이 사건을 계기로 고문, 형문을 가장해 그를 죽이려 하였으나 타고난 체력 덕에 그는 끝까지 버티며 혐의를 부인하였다. 그러나 그를 김학우 암살 사건의 배후라 단정한 일부 개화세력은 대원군을 죽일 수는 없었으므로 이준용을 사형시키려 하였다.

#### 수감과 고문

박영효

황현은 매천야록에서 심문관들 중의 한사람인 박영효가 명성황후의 사주를 받고 그를 죽이려 했다고 기록했다. 황현에 의하면 '박영효는 중궁(명성황후)의 교지를 받아 이준용을 불에 달군 쇠꼬챙이로 고문을 가하여 감옥을 옮기고, 대원군을 반역죄로 다스리려고 하므로 부대부인(여흥부대부인 민씨)은 운현궁으로 들어가 자결하려고 하였다. 이때 박영효 등은 사태가 심상치 않게 돌아가자 사람들의 여론이 두려워 부득이 (이준용의) 형량을 감해 주었다.'는 것이다.
다른 심문관인 서광범 역시 그에게 고문을 가하였다. 황현에 의하면 '이준용이 국문을 받을 때, 서광범도 그를 심문하였는데, 그에게 온갖 참혹스러운 고문을 가하여 발가락과 손가락이 (몸에서) 모두 떨어져 나갔다. 이때 이준용은 고함을 지르며 말하기를, "나를 빨리 죽여 주시오. 더 이상 할말이 없습니다"라고 하였다. 이 광경을 본 옥졸들은 모두 눈물을 흘렸고, 이 소문을 들은 사람들도 팔뚝을 걷어붙였다.'라고 한다. 박영효, 서광범 등은 그에게 고문을 가하며 동학 농민군을 배후에서 조종한 것을 집중 추궁하였다. 그러나 형문을 당하면서도 그는 동학과의 연계 의혹을 끝까지 부인하거나 입을 열지 않았다.
그는 의금부에 투옥된 뒤 20여일 간 혹독한 심문을 당하고 개화파 서광범이 주재하는 특별법원에서 재판을 받았다. 그러나 재판정에 선 이준용은 끝까지 혐의를 인정하지 않았다. 그 결과 이준용 등 6인이 대역모반죄, 김학우 살인죄, 모살죄 등의 죄목으로 체포되어 사형 교살형을 선고받았다. 이준용은 이에 불복했고, 손자의 사형 판결 소식을 접한 흥선대원군은 이준용 구명 운동을 한다. 박영효, 서광범 등의 고문 과정에서의 학대와 악형으로 동정 여론이 조성된데다가 흥선대원군은 집권전 여항인들과의 친분이 있는 점을 활용, 천하장안과 여항인들을 통해 시장에 사람을 보내 이준용이 억울하게 투옥되었음을 알리게 하였다. 이 무렵에도 이준용은 사람을 시켜 유길준 등과도 교섭을 시도하였다.
1895년 4월 19일 서광범이 주심이고, 이재정(李在正)과 조신희(趙臣熙)를 배석판사, 검사 안녕수(安寧洙), 김기룡(金基龍)의 입회하 열린 공개특별재판에서 이준용은 2등급 강등되고, 종신유배형을 받았다. 그러나 판결 직후 고종이 특명을 내려 이준용의 형을 유배형 10년으로 다시 낮추었다.

#### 형집행 감형과 유배
이준용의 무죄를 확신하고 있었던 대원군은 운현궁에서 나와 민가에서 농성을 벌이며 민심의 호응을 얻으려고 하였다. 일본인들이 간행하던 '한성신보'에는 이준용 사건을 경무청 발표대로 보도하면서 정부의 강경조치를 옹호하는 글을 실었다. 흥선대원군은 어떤 대가를 주고서라도 손자를 구하기 위해 이노우에 가오루 공사와 각국 공사들을 찾아가 절박한 부탁을 하였고, 대원군의 부탁을 받은 이노우에와 각국 공사들은 이준용에 대한 온건한 처벌을 호소하였다. 당황한 외교사절단이 자신의 안전보장을 위하여 이노우에 일본 공사에게 압력을 가하여 이준용을 석방 케 하라고 하였다. 이준용에 대해서는 내무대신 박영효와 법무대신 서광범이 극형설을 주장하였지만 감형설이 통과되어, 사형에서 형이 감량된다.
1895년 4월 19일 특별법원에서 종신유형을 선고받았 다. 이 기간 중 이준용은 재판과 고문에 시달림당했다. 흥선대원군은 계속 손자인 그의 석방을 위해 교섭했으나 실패하고 만다.
특별법원에서 심리를 받은 이준용은 4월 19일 다음과 같은 죄명을 선고받았다. '즉 동학도를 이용하여 국왕과 왕태자를 죽이고 개화파 각료들을 살해하고 현 정부를 전복시켜 왕위를 찬탈하고자 한 이준용, 박준양, 이태용 등은 역도율모반죄 이고, 김학우 암살계획과 실행에 가담한 고종주, 전동석 등은 인명율모살죄에 각각 해당하나 김학우 암살에 있어서는 이준용의 직접적인 관련 증거는 없다고 판결했다.
정부 내에서도 이준용 사건을 두고 의견 대립들이 있고 하여 결국 그는 사형을 면하고 유배 10년형으로 결정되었다. 4월 19일 고종의 특별 사면조치로 강화부 교동도에 10년 유배형을 받았다가, 6월 2일 석방되었다. 그러나 다시 투옥되었고 1895년 6월 12일 다시 특별사면되었다. 9월 1일 중추원 1등의관 칙임관 3등에 임명되었으나 3일만인 9월 4일 사퇴하였다.

#### 을미 사변 전후

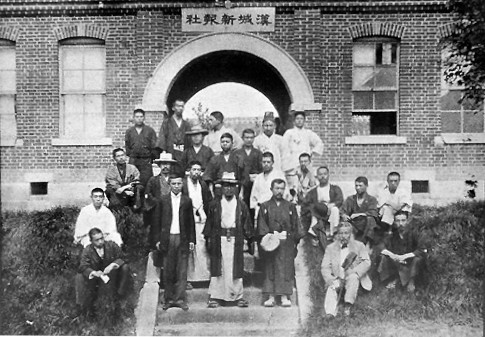
을미사변 당시 침투한 일본인 낭인들

1895년 10월 8일 을미사변으로 명성황후가 시해된 뒤 일본의 도움으로 석방되었다. 석방 직후 할아버지 흥선대원군은 사람을 보내 실패에 대비해, 손자인 이준용에게 명성황후 제거의 실패를 대비해 일본으로 도망가 있으라고 했다. 그러나 이준용은 일본으로 망명하지 않고 강화군 교동도에 머무르다가 한성부로 갔다.
석방과 동시에 그는 한성으로 돌아와 김홍집 내각에 발탁되어 내부 협판, 통위사에 등용되었다. 일본 공사의 강요로 일본으로 유학하고, 주차(駐箚) 일본공사가 되었다. 이때까지는 극렬한 배일주의자였으나 뒤에 친일파로 변절했다고 알려지고 있다.
10월 22일 명성황후 장례식의 지문서사관(誌文書寫官)에 임명됐고, 11월 1일 궁내부특진관 칙임관이 되었다. 그러나 11월 12일 정부의 명으로 영선사장(營繕司長) 박용화(朴鏞和)·주사(主事) 어윤적(魚允迪)과 함께 일본으로 출국했다. 12월 도쿄에 도착, 이후 도쿄의 일본공사관에서 별다른 활동 없이 주일본 대한제국 공사로만 활동하였다. 그러나 고종 등은 그 역시 을미사변에 관여된 것으로 간주했다.

### 정치적 몰락

#### 대한제국 수립 이후

##### 유람과 일본 망명
1897년 8월 일본 도쿄를 떠나 배편으로 영국 런던에 도착했다. 이후 유럽 유람길에 올라 영국과 프랑스 양국의 문물을 시찰한 뒤 유럽 각지를 유람하고 1899년 1월 다시 돌아와 일본 지바현(千葉縣) 기타조 정(北條町)에서 한거하였으며, 1898년 안경수의 쿠데타 사건에 연루되어 망명 상태로 귀국하지 못하다가 1907년 고종이 일제에 의해 강제로 양휘하고 순종이 즉위하자 돌아왔다.
명성황후도 죽었으므로 이준용은 조기에 귀국하려 하였으나, 고종 등의 반대로 실패했다. 1898년 1월 8일 할머니 여흥부대부인의 사망을 계기로 귀국하려 했지만, 더 새로운 문물을 보고 오라는 이유로 대한제국 조정이 거절, 귀국에 실패했다. 아버지 흥친왕은 그에게 사람을 보내 야심을 단념하고 조용히 지낼 것을 종용하기도 했다. 또한 그의 정치적 후견인이었던 할아버지 흥선대원군도 이미 죽고 없었다.
일본으로 망명한 그는 일본으로 들어온 서구의 문물을 견학, 견습하였다. 그러나 그는 의학과 해부학, 자동차 등의 도입의 필요성은 인식했지만 기독교 사상은 받아들이지 않았다. 조선 조정에서는 이준용을 제거할 자객들을 파견하였다. 이준용은 일본으로 파견되는 조선인 자객들을 피해 수시로 거처를 바꾸어가며 은신하였으며 일본 정부 측에 정치망명객 신청과 신변보호를 요청했고, 일본은 이를 받아들였다.

##### 엄상궁의 귀비, 왕비 책봉 반대운동

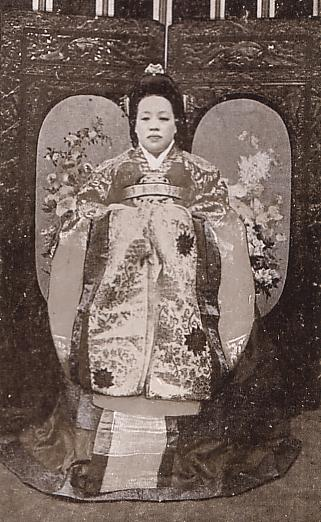
순헌황귀비 엄씨

일본 망명 직후부터 귀인 엄씨의 빈 책봉을 반대하고 나섰다. 이어 고종은 명성황후의 빈자리를 대체할 인물로 엄상궁을 택하고 그녀를 황후로 격상시키려 시도한다. 그러나 이를 접한 이준용은 망명 한인들에게 이를 알리며 반대 운동을 준비한다.
1899년 4월 이준용은 일본 망명객들이 벌인 엄상궁의 왕비 책봉에 대한 반대 운동에 가담하였다. 그는 유길준, 권동진, 조중응 및 기타 2~3인과 함께 논의한 결과 신분이 낮은 엄상궁을 왕후로 삼는 것은 국가를 위태롭게 하는 조치라는 이유를 들어 엄상궁의 왕후 책봉을 반대할 것을 결의하였다. 그리고 이러한 의사를 담아 궁내부대신 이재순에게 충고서를 보내기로 하였다. 이준용은 엄상궁의 출신 성분이 한미하다는 이유로, 왕실의 위신에 관련된 문제라며 엄상궁의 황후 책봉을 반대하였다.
또한 이준용은 아버지 흥친왕에게 서한을 보내 엄상궁 같은 미천한 소생이 국왕의 총애를 얻은 것을 기화로 간신배들이 벼슬을 얻기 위해 엄상궁을 왕비로 책봉하려 기도하고 있으니, 이러한 때에 왕실에 관계된 이들은 반대의사를 분명히 해야 한다고 하였다. 이처럼 이준용이 엄상궁의 왕비 책봉 반대운동을 적극적으로 벌인 것은 엄상궁이 자신의 아들 황자 이은의 권력 승계를 위해 일본에 망명중인 이준용과 이강 등을 극력 배척하였기 때문이다. 그러나 이런 처지에서 이준용의 엄상궁 왕비 책봉 반대운동은 도리어 그의 신변에 위협 요인으로 작용할 수밖에 없었다.
엄상궁과 그의 측근들은 고종에게 이준용이 다른 마음을 품고 있다고 고했고, 명성황후의 암살에 이준용이 개입되었다고 확신하던 고종은 이준용 제거를 결심한다. 그러나 일본정부에서는 정치 망명객이라는 이유로 이준용을 적극적으로 옹호하였고 고종은 밀지를 내려 자객들을 일본 도쿄로 파견했지만 실패한다. 이준용 역시 양돼지라는 별명과 달리 거구에 비교해서 상당히 민첩하게 움직였고 무예 실력까지 갖추고 있었으므로 자객을 따돌리고 숨는데 성공했고, 고종의 이준용 제거 계획은 번번히 수포로 돌아갔다.

##### 3차 추대 쿠테타 시도와 좌절
그러나 국내에서는 이준용을 옹립할 쿠테타가 다시 기도되고 있었고, 1899년에는 이준용 추대 관련 역모가 3건이 적발되었다.
이준용이 일본에서 다시 활동을 개시할 때 쯤에 벌어진 장윤상 발언 사건과 어용선 사건은 고종 정부를 자극하기 충분했다. 전 참봉 장윤상이 자신이 일본에서 이준용을 모셨다고 하면서 1899년 1월 이준용이 귀국하면 고종 대신 국왕이 되거나 대통령에 오를 것이라고 말하였다. 이는 와전되어 "박영효가 반역하여 이준용을 추대하고 고종을 태상황으로 만드르 것이라"는 소문으로 번져나갔다. 이에 1899년 4월 12일 소문의 발원자인 장윤상은 교살형에 처해졌고, 그 사실을 알고도 고발하지 않은 이유로 유학 신현표와 전 순검 이지현은 태 1백 대에 종신형을 선고받았다.
또한 3월에 어용선 등이 일본에서 그를 모셔다가 현 정부를 전복하고 민주국체를 모방해 대통령제를 실시하려 한다는 혐의로 체포되었다.
반정부 인사들이 이준용을 대통령으로 추대하려 한다는 소문이나 움직임은 고종에게 상당한 충격을 안겨주었다. 장윤상 사건과 어용선 사건이 처리된 직후인 1899년 6월 고종을 폐위하고 이준용의 옹립을 기도했다는 고발에 따라 윤태영 등 3인이 체포되었는데., 이는 고종 정부가 이준용 추대모의에 알레르기반응을 보이고 있음을 나타내는 것이었다.
1900년 다시 안경수의 역모 사건에 연루되었다. 1900년 안경수, 권형진을 처형 직전 양인을 심문하는 과정에서 1894년 7월에 이준용이 명성황후와 세자궁을 처단하려 하였고, 이러한 역모 사건은 결국 을미사변으로 이어졌다는 진술이 나왔다. 이에 고종 정부의 고관들인 김성근, 신기선, 조병식, 윤용선, 민종묵 등과 쟂야의 유생들은 1900년 6월부터 역모를 자행한 이준용을 일본에서 불러다가 처형하자는 상소를 되풀이하여 올렸다. 6월 3일 궁내부협판 겸 대신서리 윤정구(尹定求)의 탄핵이 있자, 고종은 칙령을 내려 이준용의 궁내부특진관직을 박탈했다.
그러나 고종은 그때마다 윤허하지 않았다. 그러자 평리원과 학부에서 외부에 조회하여 1900년 6월 19일에 주일본공사 이하영에게 이준용을 즉각 잡아서 돌아오게 하라고 하였다. 그러나 이준용은 귀국을 거절했다. 6월 20일 이하영은 "이준용이 꼼짝하지 않고 듣지 않으니 잡아서 돌려보낼 길이 없습니다"라고 보고하였다.

##### 을사조약과 귀국
1901년 동생 이문용의 사망 소식을 접했지만 그는 동생의 빈소를 방문할 수 없었다. 정부에서 자신을 잡아다 사형할 것을 인지한 이준용은 장시간 은신하였다. 1901년(광무 4년) 6월 3일 특진관직에서 해임되었다. 결국 그는 고종이 일제에 의해 강제 퇴위당한 뒤에야 귀국할 수 있었다. 이준용은 그대로 일본에 서신을 보내 망명 신청을 냈다.
이준용의 일본 생활에 대해 그의 신도비문을 후일 집필한 김윤식은 이준용이 정치문제에 관여치 않는 초연한 자세를 보였다고 하였다. 당시 한국인 망명 국사범들은 도쿄에 모여 대한제국의 정치 문제를 가지고 밤낮으로 논란을 벌이며 비분강개하고 한탄을 금치 못하였으나, 이준용만은 "문을 닫아걸고 방문객을 사절하고 조정의 득실을 말하지 않았으며, 오직 흥선대원군 부부의 상에 달려가 곡하지 못함을 종신의 한으로 여겼다"는 것이다.
1904년 3월 이토 히로부미가 일본 정부 특사로 조선에 파견되었다. 그는 이토의 방문으로 자신의 귀국이 성사되리라 기대했으나 오히려 고종은 그를 죽이기 위해 송환해줄 것을 이토에게 청하였다. 고종은 일본의 특사 이토 히로부미가 1904년 3월 내한하자 망명자 중 요인을 해외로 추방하거나 변방에 유치시킬 것을 제의하여 동의를 얻어냈다. 고종이 지명한 요인은 이준용, 박영효, 이규완, 유길준, 조희연, 장박, 이범래, 이진호, 조희문, 구연수, 이두황, 신응희, 권동진, 정난교 등 14명이었다. 그러나 일본은 고종에게 약속한 망명자 처분을 이행하지 않았다. 이때까지만 해도 그는 자신이 왕 또는 황제위에 오를 수 있을 것이라 희망하고 있었다. 그러나 1905년의 을사 보호 조약이 체결되면서 그는 좌절하게 된다.
을사조약으로 한국을 실질적인 식민지로 편입한 일본의 외무대신은 1906년 2월 이토 히로부미(伊藤博文) 통감에게 재일 한국인 망명자들의 문제를 한국정부와 협의하도록 하였다. 그러나 고종은 이강을 비롯한 15명의 귀국은 허락하면서도 반역음모와 을미사변에 연루된 이준용, 박영효 등 14인의 귀국은 결단코 허락하지 않았다. 이에 이토 통감은 박영효를 우선 귀국시키고 나머지 망명객들을 도한시키기 위해 노력하였다.
1905년의 을사 보호 조약이 체결되려 하자 그는 국내에 있는 유길준과 박영효 등에게 을사조약만은 안 된다는 내용의 편지를 보냈다. 그러나 그의 편지는 이들에게 전달되지 않았다. 을사 조약이 체결되자 그는 좌절하였고 이후 일본 제국의 눈치를 보면서 적당히 협력해야 하는 처지가 되었다. 대한제국이 성립된 지 10년이 넘도록 이준용과 그의 아버지 이재면은 어떠한 작위와 예우를 받지 못했는데 이는 그들에 대한 고종의 미움이 단적으로 드러났던 것이고, 이재면이나 이준용도 그렇게 해석하였다.
1907년 6월에 이준용은 조선 통감 이토 히로부미에게 누차 전문과 서한을 보내 귀국을 도와달라고 요청함과 동시에 일본정부의 실력자들에게도 자신의 조속한 귀국 실현을 힘써 달라고 간청하였다. 만약 그것이 실현되지 않으면 박영효의 경우처럼 임의대로 귀국하겠다고 선언하였다.
1907년 7월 20일 또는 7월 22일 고종이 퇴위하자 그는 바로 귀국했다. 그러나 고종은 일본 정부 측에 이준용의 귀국으로 정국혼란을 부추길 우려가 있다며 이준용의 귀국을 반대한다는 의사를 타전했으나 무시당하였다.

##### 귀국 직전

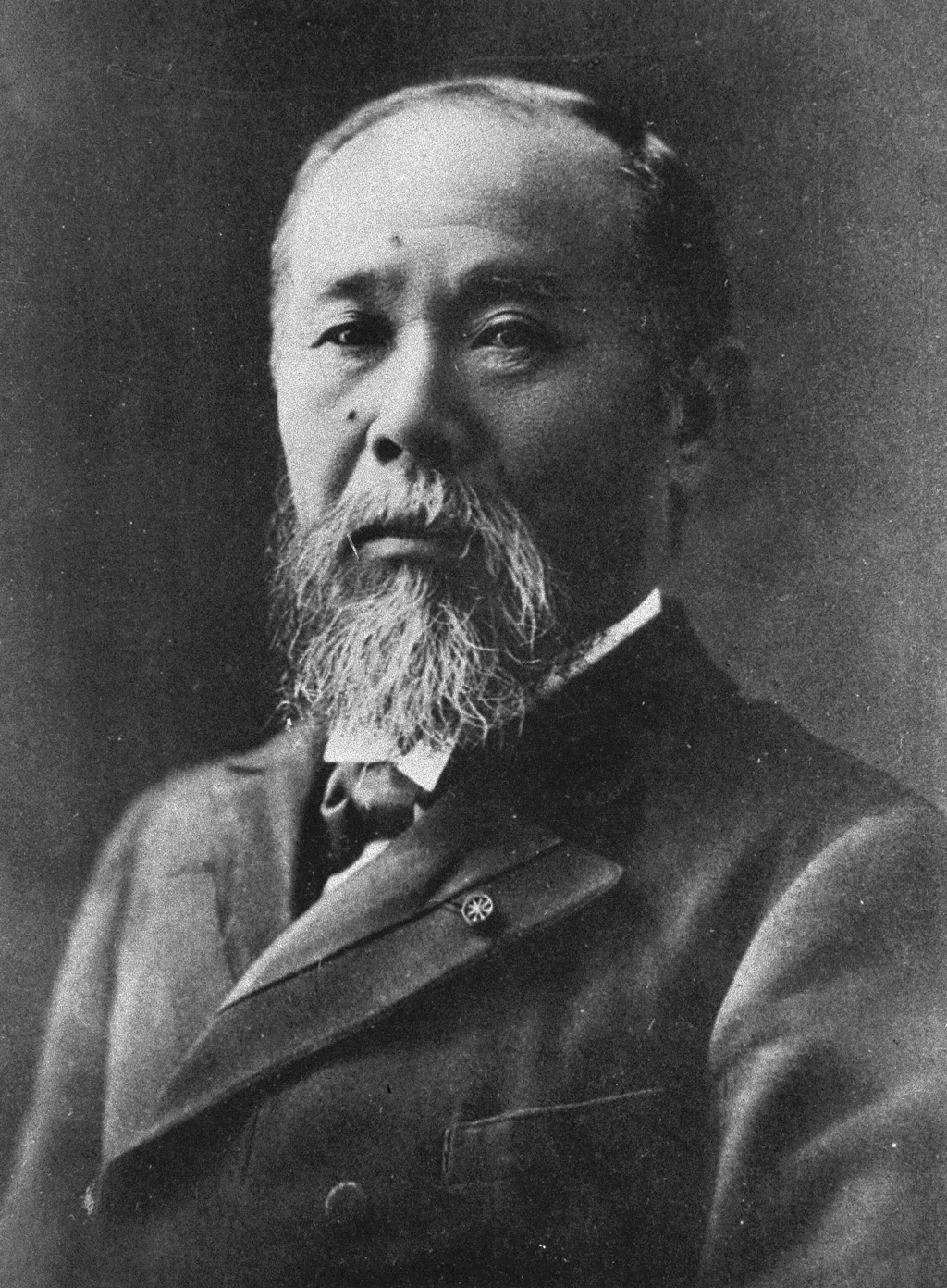
초대 조선 통감 이토 히로부미
(그의 귀국을 주선하였다.)

이토 히로부미 통감의 거듭된 요청에도 불구하고 고종은 이준용의 귀국을 강력히 반대하였다. 그 이유는 사람들을 선동하고 혹세무민하며 사회 혼란을 부추긴다는 것이었다. 그러자 이토 통감은 이준용에게 일단 부산에 당도해 있으면 자신이 박영효의 경우처럼 힘써 보겠다고 말하였다. 그리고 이토는 내각 회의를 통해 안경수, 권형진의 의옥사건에 대한 이준용 연루건이 무죄임을 결정하였다.
이로써 이준용은 사복 일본인 경부 1인과 순검 2인의 보호하에 7월 14일 부산항에 도착하였다. 이는 정식 귀국이 아닌 밀입국이었다.
순종 즉위 전날인 1907년 7월 19일 경성부에 도착한 이준용은 신변 안전을 위해 정운복과 함께 진고개의 일본인여관에서 1박한 후에 운현궁으로 되돌아갔다. 이로써 타의로 한국을 떠났던 이준용은 12년 7개월간의 해외 망명생활을 마감하고 한국 생활에 들어갔다. 그러나 망명과 피신, 은신 등으로 그는 진료시기를 놓쳐 병원에 가지 못했다. 제때 진료받지 못하여 신장병과 심장병 이 수시로 그를 괴롭혔고 결국 이는 그의 죽음의 원인이 되기도 한다.

#### 귀국과 작위 수여

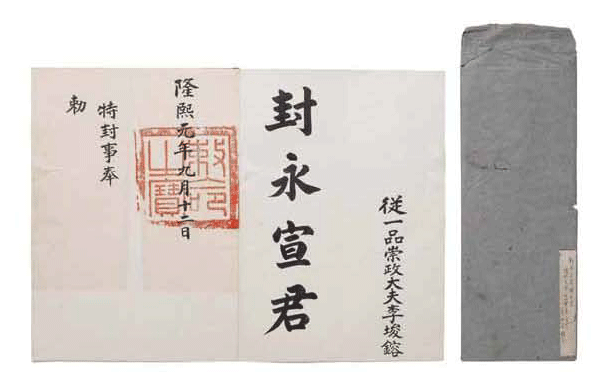
영선군 봉군 교지 (1907년 9월 12일)

그러나 개화파가 고종 내각을 전복하고 대통령 혹은 부통령으로 추대할 인물의 물망에 그의 이름이 자주 오르내리는 것 역시 친민씨계 인사들이 그를 공격하는 구실을 마련했고 이는 고종이 늘 그를 경계하게 했다. 퇴위한 후에도 순종의 병약함을 염두에 두던 고종은 퇴위 이후에도 그를 심하게 경계하고 사람을 붙여 감시하였다.
이준용은 1907년 귀국 후 대원군의 사당을 배알할 때에 눈물을 흘리지 않았고 슬퍼하는 기색도 없어서 주변으로부터 무루공자(武淚公子)라는 조소를 받았다 쿠데타 실패와 암살 위협, 망명 등으로 고단한 나날을 보내던 그에게 아무런 도움도 되지 않았기에 그는 가족이나 친척들에 대해 원망과 불만을 털어놓았다. 그러나 이러한 불만을 털어놓을 때마다 그는 이상한 사람 취급을 받기 일쑤였고, 나중에는 가족, 친척에 대해 상당히 냉담한 태도를 취하게 된다.
1907년 7월 27일 김옥균에게 충달공의 시호가 내려졌다. 이날 김옥균 시호 추증 기념식에 참석한 내빈의 한사람으로 김옥균 연시연 식장에 참석했다. 김옥균의 복권과 시호 기념식에 일시적으로 참석한 뒤 그는 영구 귀국하게 된다. 그러나 퇴위한 뒤에도 고종은 그를 의심, 경계했고, 잠재적 왕위계승권자로서의 지위를 박탈하려 노력했다. 8월 13일 순종의 특명으로 죄명이 삭제되었다.
1907년 8월 14일 종일품 숭정대부(崇政大夫)의 자품을 받고 대한제국 육군 참장(參將)이 되었으며, 9월 12일 영선군(永宣君)의 작위를 받았다. 11월 대한제국 육군 부장(副將)과 일본파견 특별보빙사절단에 임명된 아버지 흥친왕을 수행하여 보빙대사수행원의 직책으로 일본에 다녀왔다. 순종은 그를 복권시켰지만, 내심 그를 경계하였다.
1907년 8월 17일 태황제 고종은 후사가 없는 순종의 황태자로 영친왕 이은을 결정하였다. 이는 자신의 왕위를 계속 위협했던 이준용과 의화군을 견제하려는 고종의 의도와 이준용파와 이강파가 득세하면 자신의 실권이 잠식될 것을 우려한 이완용의 정략이 맞아떨어진 결과였다. 이로써 장기간 해외 망명생활 중에 끊임없이 잠재적 왕위계승자로서 대우와 주목과 견제를 받아왔던 이준용과 이강은 졸지에 순종의 동생이자 황태자의 숙부라는 지위로 격하되었다.
그해 12월에 이화 대수장(李花大綏章) 1908년 9월 서성 대수장(瑞星大綬章)을 차례로 수여 받았다. 1908년 연흥사의 건립에 동참한다. 연흥사는 1908년경 절골(寺洞)에 개장된 극자으로 영선군 이준용과 중추원 고문 이지용이 함께 건립한 것이다. 1908년 의양군 이재각(義陽君 李載覺)이 총재로 있는 상공근무사(商工勤務社)의 총고문에 선출되었다. 1909년 12월 중구 전동(典洞) 등지에서 유길준을 대표로 하는 상무조합(商務組合)의 고문이 되었다.

#### 교육, 계몽 활동
다방면의 책을 다독했고, 개화파들에 의해 입수된 서양의 서적들을 읽고 독일의 프리드리히 대왕이나 프랑스의 루이 14세, 이탈리아의 통일과 가리발디, 프랑스 대혁명 등의 존재를 접하게 된 이준용은 교육의 중요성을 역설하기 시작했다. 서구 문명의 위력을 인식한 그는 조선도 일본과 같이 서구의 문물을 적극적으로 받아들이고 생각의 틀을 바꿔나간다면 서양 열강과 같은 부국강병을 달성할 수 있다고 전망했다.
1908년 그는 정부 고관들이 다수 참여한 대동학회나 기호흥학회에 가담하여 활동하였다. 대동학회에는 창립모임에 회원으로만 참여하였으나, 기호흥학회에는 다소 열성적으로 가담하였다. 그는 기호흥학회의 기관지의 창간호에 민영휘, 김윤식, 김가진, 신기선 등 대관들과 함께 축사를 실었다. 또 기호흥학회 회원으로서 1908년 10월 아버지와 함께 매년간 매월 50원을 기호흥학회에 보조하기로 하였다. 이러한 보조 활동은 1909년 1월부터 기호흥학회월보의 발행이 중단된 1909년 7월까지 계속되었다. 나아가 이준용은 기호흥학회월보에 교육의 중요성을 강조하고 사범교육을 권장하는 2편의 논설을 기고하였다. 1908년부터 1909년 전국적으로 강연을 다니며 교육과 개항의 중요성을 역설하기도 했다.

#### 4차 집권 시도와 좌절
그러나 1909년까지도 그는 집권에 대한 희망을 놓지 않았다. 일제 측의 기밀 보고 자료에 의하면 "1909년 2월경에 그는 정권을 장악하려는 야심에서 친일파인 이근호·이근택 형제와 자주 모의하며 이완용을 대신해서 자신이 수상이 되려는 기대를 품고 미리 일본의 여러 대관들과 면식을 쌓아두기 위해 조만간 일본으로 건너가리 위해 준비하고 있었다고 한다. 또한 1909년 7월경 이지용·김윤식 등과 정우회의 결성을 계획한 바가 있었다.
그런데 그가 결성하려던 정우회는 정당의 성격을 표방하며 일본식 이름을 본뜬 단체로서 통감정치가 강화되면서 구래적 질서가 흔들릴 것을 우려한 국내 정치세력들이 세력결집을 통하여 권력질서를 유지하려는 노력의 일환이었다. 이러한 사실들로 미루어 한국이 일제의 보호국으로 전락한 통감부 시기에 대다수 한국의 유력인사들처럼 이준용도 일본의 후원하에 정권을 장악하여 한국을 통치해 보려는 의욕을 나타냈던 것으로 보인다. 그러나 을사보호조약 이후 일본은 이미 한국의 일본 병합이 예상되었고, 그는 결국 좌절했다.

##### 을사늑약 이후
을사 보호 조약 이후 그는 정치활동을 자제하고 교육, 계몽활동에 나섰다. 1908년(융희 2년) 기호흥학회 찬무부장과 대동학회의 회원으로 활동하였다. 그해 9월 상공근무사(商工勤務社) 총고문에 추대되었다. 1909년 12월 20일 상무조합(商務組合) 고문에 피선되었다.
1909년부터 1910년까지 친일 단체인 신궁봉경회 총재를 맡아, 한국의 건국 시조인 단군을 일본 건국신화에 등장하는 아마테라스에 부속되는 구도로 신궁에 함께 배치하여 한국 역사를 일본 역사에 종속시키려는 계획을 세우고 이를 추진한 바 있다. 1909년 10월 대한의사총합소 총재에 선출되었고, 12월 일본적십자사와 일본애국부인회 한국지부가 주최한 이토 히로부미 서거 50일 기념추도회에 참석하였다. 1910년 2월 조양구락부 총재, 3월에는 사립 정일여숙(貞一女塾) 재단 총재에 추대되었고, 그해 5월 대한적십자사 유공사원에 선임되었다. 6월에는 신궁건축지를 발간하여 주요 인사들에게 배포했다.
1910년(융희 4년) 보국숭록대부(輔國崇祿大夫)에 승진, 다시 그 해 8월 5일 종친으로 가장 높은 자품인 상보국숭록대부(上輔國崇祿大夫)로 가자(加資)되었고, 마지막으로 8월 27일 대한제국 최상위 훈장인 금척대수장(金尺大綏章)을 받았다.
일본으로부터는 메이지 천황으로부터 훈1등 욱일장을 수여받았다. 한때 황제가 되리라는 희망은 절망과 좌절로 변했고, 그는 독서와 격구, 강연과 담론 등으로 소일하였다. 일본에 대한 적극적인 저항 대신 그는 교육과 계몽으로 사람들의 생각을 바꾸고, 무식한 사람을 지적으로 깨우는 것만이 지금으로서는 최선의 방법이라 호소하였다.
1910년 8월 5일 정1품 상보국숭록대부에 임명되었다.

### 일제강점기 활동

#### 한일합방 직후

아버지 흥친왕 이재면의 신도비

1910년 10월 한일 합방 이후 이준용도 왕손의 대우를 받았다. 그러나 그는 체념했고 술로 세월을 보냈다. 한일 병합 조약 체결 후에는 조칙에 따라 아버지 이재면이 이희 공(李熹公)에 봉해졌고, 1911년 7월 종척 집사(宗戚執事)에 임명되었다.
한일병합 뒤 일제는 누구보다도 먼저 그에게 은사금을 주었다. 일제는 그에게 16만 8천원의 은사금을 지불해 주었다. 1910년 8월 중추원 고문직을 받았고, 그의 부실 이옥경은 총독부 간부나 고위 장성과 어울려 친일행각을 벌이기도 했다. 을사조약 체결 이후 그는 좌절했으며, 한일 합방을 전후해서는 모든 것을 체념한 상태였다. 실의에 빠진 그는 1910년 12월까지 집밖을 출입하지 않고, 자기 방에 틀어박혀 칩거하였다. 12월 28일 일본 메이지 천황으로부터 일본 육군 소장에 임명되었다.
1911년 2월 조양구락부(調陽俱樂部)의 후원 단체로 정악유지회가 조직될 때, 유길준, 이지용, 윤치오 등과 함께 창립 발기인의 한 사람으로 참여하였다. 1911년 6월 16일 정악유지회의 재단 총재가 되었다. 1912년 일본 정부로부터 한국병합기념장을 받았다. 그러나 그에게 별다른 직위나 혜택은 없었고 신궁봉경회라는 단체의 대표직만을 갖고 있었다. 건강이 좋지 않았던 그는 1912년 4월 병이 발병하여 총독부 의원(總督府醫院)에 입원하였다. 9월 9일 아버지 이재면이 사망했다. 아버지 이재면이 사망한 뒤에도 그는 빈소에서 눈물을 흘리지 않았고 이 때문에 아저씨뻘 되는 이재완 등에게 호된 질책을 당하기도 했다.
그러나 이는 국왕의 친형인 아버지가 자기 아들의 신원을 요청하지 못하고 자객들의 일본행도 막지 못한 점, 일본 망명 중에 아버지이 충분한 경제적 지원을 해주지 못했고 집안을 제대로 경영하지 못한 데 대한 실망감 등이 복합적으로 작용한 것이었다. 자신의 암살위협과 폭력, 김학우 암살 사건 당시 죽음의 위기, 일본으로 침투한 조선 자객들로부터 자신을 지켜주지 못한 아버지에 대해 원망을 품은 그는 오히려 가족과 친척들이 해준 것이 무엇이냐며 반발했다. 그 뒤 3년상을 거행하였지만 형식적이었고, 소상과 대상 때 고종과 덕수궁(순종) 등이 비용과 예관을 보내 치제하였지만 그는 형식적으로 응답하였다.
9월 9일 오후 이태왕이 된 고종이 아버지 이재면의 빈소를 찾았을 때, 그는 자리를 피하였다. 고종의 문상 정보를 미리 전해들은 그는 자리를 피했고 신경전을 피하였다. 이재면의 시신은 김포(金浦)에 매장했다가 후에 양주군 화도면 마석(磨石) 우리(隅里)에 묘지를 마련하고 이장하였다. 이어 일찍 죽은 동생 이문용의 묘소도 마석으로 이장하였다. 이는 후일 흥선대원군의 묘소와 은신군묘, 낙천군묘가 함께 이장되면서 운현궁 묘역이 되었으나 훗날 모두 화장되어 납골묘가 된다.
아버지 이재면의 사망으로 1912년 9월 20일 이준용은 이준(李埈)으로 개명하고 아버지의 공위를 계승하여 이준 공(李埈 公)이라는 호칭을 받았다. 3년상 기간 중에도 그는 자유롭게 출입하며 사람들을 만나고 외부 활동을 하였다. 아버지의 죽음에 슬퍼하는 기색이 없는 그는 비방의 대상이 되었다.
조선의 왕가는 자손이 귀한 탓에 몇 사람만 왕족의 대우와 특권을 받았다. 한편 이준용은 고종의 조카로 직계왕손이 아니었으나 왕족 대우를 받은 것은 친일적 성향 때문이었다는 설도 있다. 일제는 그에게 욱일동화장(旭日桐花章)이라는 훈장을 주었는데 그는 이를 벽에 걸어놓고 절을 하며 은혜에 감격했다 한다.

#### 쓸쓸한 만년

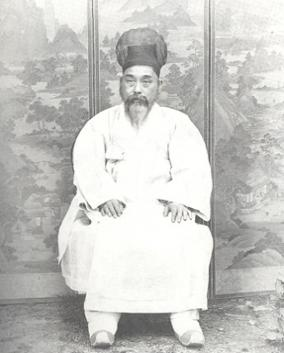
이준용

을사조약 이후 1909년까지도 왕이 되려 하였으나 모든 계획은 무산되었다. 더 이상 이준용은 정계의 중심인물도 아니었고 형식적이나마 왕족의 예우를 받을 뿐이었다. 의친왕 계열 역시 경계를 받으면서 그 역시 요주의 인물로 낙인찍혀 감시와 경계의 대상으로 전락하였다. 망명과 도피생활 등으로 심해진 폐병과 심장 질환 등은 더욱 악화되었고, 그를 실의에 빠지게 했다. 그러나 그는 울분을 숨기고, 자신의 감정을 외부로 드러내지 않는 처신을 했다. 1913년 9월 20일 개명 신청을 하여 바로 허락받고 이름을 이준으로 고쳤다. 1914년 1월 7일 서조모 서씨(徐氏)가 사망하자 일본 제국으로부터 장례비로 400원을 지원 받았다.
1914년 5월 3일 쇼켄 황태후의 사망으로 국장이 거행되자, 내빈의 한사람으로 출국, 경성에서 배편으로 일본 도쿄를 방문하고 1914년 6월 8일에 귀국했다. 1915년 2월 일본 다이쇼 천황 즉위를 축하하는 하례객으로 출국, 도쿄에 다녀왔다. 그러나 그는 실의에 빠졌고 누구도 그를 위로하지 못했다.

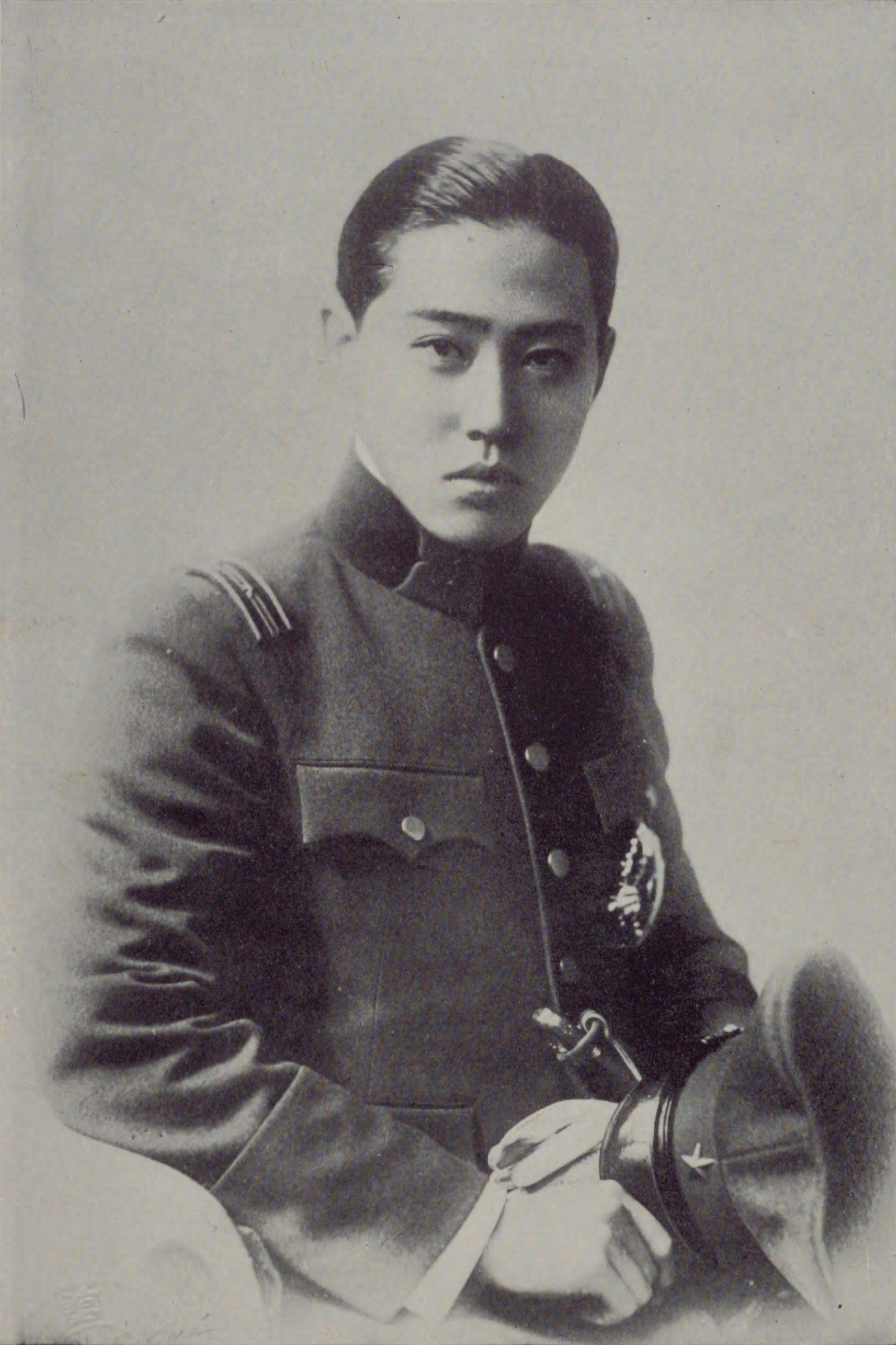
양자 이우
(사촌동생 의친왕의 차남)

만년에는 병석에 누워서 살다시피 했다. 1915년 5월 20일 다이쇼 천황으로부터 친히 일본군 육군 중장에 임명되었다. 그러나 그해 9월 11일 병으로 금강산으로 요양을 갔고, 육군 중장직을 사퇴하였다. 그의 부인 김씨 역시 1915년 6월 병을 앓아 조선총독부가 특별히 병원에 입원하고 일본인 의사와 사토(佐藤)라는 성의 전담 간호사를 배치해주었다. 1915년 8월 조선총독부 시정 5주년 조선물산공진회 경성협찬회에 500원을 기부하였다.
아들이 없던 그는 1916년 첩인 전순혁(全順爀)이 회임하자 아들을 기대하였으나, 1916년 5월 18일 그에게서 딸 이진완(李辰琬)을 보았다. 당시까지도 딸의 이름을 짓지 않는 일이 보통이었지만, 그는 서녀 딸이 태어나자 직접 딸의 이름을 진완이라 지었고, 그때까지도 이름이 없던 첩 전씨에게 순혁이라는 이름을 지어주었다. 또한 이준용은 특별히 요청하여 첩 전순혁의 거처를 운현궁 근처에 마련해주고, 그 거처에 경위대를 배치하고 일지를 기록하게 했다. 결국 아들이 없어 1917년 사촌 동생 의친왕의 차남 이우를 양자로 삼았고, 1917년 양력 3월 22일(음력 2월 29일)에 신장병으로 갑자기 중태에 빠졌다가 그 날 사망했다. 당시 그의 나이 향년 47세였다. 이에 양자 이우가 가계와 세습 공위를 이었다.
한일합방 직후에도 수년간 순종은 형식적이나마 양반들에게 시호를 내렸고, 시호를 받지 못한 관료나 학자들은 사시(私諡)라고 하는 사적인 시호를 올렸으나 이준용에게는 순종의 시호도, 사시도 일체 아무것도 추서되지 못했다.

### 사후
처음에는 1917년 4월 5일 흥선대원군의 묘가 있던 경기도 고양군 용강면 공덕리(현 서울특별시 마포구 공덕동) 아소당 근처 고양군 용강면 염리 율동(栗洞, 후일 공덕동에 편입) 부락 야산에 안장되었다가 1966년 경기도 양주군 화도면 창현리(현 남양주시 화도읍 창현리) 산 23-2번지 흥친왕릉, 흥선대원군묘(산 22번지) 근처 왼쪽 아래에 이장되었다. 후에 2001년 후손들이 유골을 화장하여 흥선대원군 묘 입구, 신도비 오른쪽 언덕에 납골묘로 조성되었다. 이때 경기도 광주군 세촌면 수곡에 안장되었던 본부인 남양홍씨의 묘도 화장되어 같이 안장되었다.
신도비문은 운양 김윤식(金允植)이 짓고, 해평군(海平君) 윤용구(尹用求)가 썼으며, 김성근이 글자를 썼다. 비석은 유실되어 1945년 해방 이후 다시 김윤식의 글과 김성근의 글씨체를 본따서 다시 비석을 세웠다. 아버지 이재면의 거처는 운현궁의 영로당이었고, 그의 생애 만년에는 이준용이 이어서 거주하였다. 그가 거처하던 운현궁의 영로당은 1917년 그의 아들 영선군 이준용이 오랜 병치레 끝에 사망하자, 이준용의 계실 광산 김씨가 그의 주치의에게 사례로 주었다 한다. 이 주치의는 바이올리니스트 김영욱의 가문 사람이었다 한다.
이준용의 신도비는 1919년 5월에 세워졌지만 1945년 이후 누군가에 의해 파괴되었고, 1948년 기존의 글씨와 필적을 모사하여 다시 세웠다.
그의 양자 이우는 1945년 일본 히로시마에서 원자폭탄에 피폭을 당해 사망했다. 이우는 이청, 이종의 두 아들을 두어 후손이 이어지고 있다. 이종은 1966년 미국 유학중에 교통사고로 사망했고, 이청이 운현궁의 당주로서 가계를 이어가고 있다.
2006년 친일반민족행위진상규명위원회가 조사 발표한 친일반민족행위 106인 명단에 아버지 이재면과 함께 포함되었다. 그러나 신궁봉경회라는 단체의 간부로만 있었던 점과 적극적인 친일행위를 하지 않은 점 등은 논란의 여지가 있다.

## 수상 경력
- 1907년 12월 대한제국 대훈위 이화대수장(李花大綏章)
- 1908년 9월 대한제국 대훈위 서성대수장(瑞星大綬章)
- 1910년 8월 27일 대한제국 대훈위 금척대수장(金尺大綏章)
- 1910년 일본 제국 훈일등 욱일장
- 1910년 일본 제국 욱일동화장(旭日桐花章)
- 1912년 일본 제국 한국병합기념장

## 평가와 비판
권력을 꿈꾼 야심가라는 평가와 함께 유능한 인물이라는 평가가 상존한다.

### 긍정적 평가
그는 '무골호인에 가까운 아버지 이재면보다는 능력과 야심이 남달랐던 조부 흥선대원군을 닮았다.'고 한다. 25~27세경의 이준용은 주변으로부터 유능한 인물이라는 평을 받았다. 일본 공사 오토리 게이스케(大鳥圭介)는 이준용을 종친 중에서 가장 유위의 기상이 넘치는 인물, 당년이 겨우 25세에 불과하지만 대단한 기상을 지닌 인물이라고 평하였다.
일본 니치니치(Nichi Nichi) 신문의 서울특파원도 이준용을 '조선에서 가장 재능있는 젊은이' 중의 한사람이라고 말했다. 동경 주재 영국 공사 사토 경(Sir. Ernest Wstow)도 1896년 2월 일본 도쿄에서 그를 면담한 후에 유능한 인물이라는 평을 내렸다. 나약하고 우유부단한 성격의 고종과 영친왕, 건강이 나빴던 순종과는 다른 적극적인 성격을 높이 평가하기도 한다.

### 비판
초기에는 반일·배일주의자였으나 뒤에 타협, 변절한 것에 대한 비판적 시각이 있다.

#### 친일 행적 논란
2006년 친일반민족행위진상규명위원회가 조사 발표한 친일반민족행위 106인 명단에 포함되었다. 1910년 8월22일 한일합병조약 체결 친일 단체 총재직을 수행했던 점 이 그가 친일파로 지목된 이유였다. 그러나 흥친왕의 친일 행적이나 은사금 수령이 일제에 의한 회유책이지 흥친왕의 자발적인 행적은 아니라는 이견이 제기되어 왔다.
2007년 1월 18일 그의 손자 이모씨가 자신의 증ㆍ조부의 행위를 친일행위로 규정한 친일반민족행위진상규명위원회의 결정을 취소해 달라며 소송을 제기했다. 친일반민족행위 진상규명위원회가 일제강점하 반민족행위 진상규명에 관한 특별법에 근거해 구한말 자신의 증조부와 조부의 행적을 친일행위로 규정해 발표하자, 2006년 11월 헌법상 보장된 인격권 등 기본권을 침해당했다며 헌법소원심판을 청구했다.
1월 18일 서울행정법원에 따르면 이씨는 소장에서 "친일반민족행위진상규명위가 증조부와 조부의 행위를 일제강점기하에서의 친일반민족 행위로 결정한 근거법률인 반민족특별법이 위헌이기 때문에 이 결정은 효력이 없어 취소돼야 한다"고 주장했다.
이씨는 친일반민족행위진상규명위의 결정이 위헌이라는 점에 대해서는 추후 제출할 위헌심판제청신청서에서 자세하게 밝히겠다고 덧붙였다. 그러나 2009년 10월 5일 그의 손자가 낸 소송은 대한민국 대법원에서 각하되었다.
2009년 10월 5일 재판부는 "친일반민족행위 결정을 통한 후손의 인격권 침해는 법률조항 자체에 의한 것이 아니라 친일반민족행위진상규명위원회의 조사에 따른 결정과 사료의 공개라는 구체적인 집행행위를 매개로 발생하는 것이고 이에 대해서는 행정소송으로 구제받을 수 있는 것"이라며 이같이 결정했다. "사자(死者)인 조사대상자에 대한 친일반민족행위 결정이 있으면 사자와의 관계를 통해 스스로의 인격상을 형성하고 명예를 지켜온 후손의 인격권도 제한된다는 점을 인정하면서도, 이는 일반 행정소송의 방법으로 구제받을 수 있다는 이유로 기본권 침해의 직접성을 부인한 것"이라고 덧붙였다.
재판부는 "이 사건 친일반민족행위 결정은 해당 법률 조항 자체에 의한 것이 아니라 규명위원회의 조사결과에 따른 결정과 이에 수반되는 조사보고서 및 사료의 공개라는 구체적인 집행행위를 매개로 비로소 발생한 것"이라며 "이는 일반 행정소송의 방법으로 구제받을 수 있는 것이므로 이씨의 심판 청구는 기본권 침해의 직접성을 인정할 수 없다"고 밝혔다.
이어 "친일반민족행위 결정으로 인해 조사대상자 및 그 후손의 인격권이 제한받게 되더라도 이는 부수적 결과에 불과할 뿐 이것을 두고 일종의 형벌로서 수치형이나 명예형에 해당한다고 보기 어렵다"며 "따라서 청구인의 기본권 침해의 가능성을 인정할 수 없다."는 것이다. 2008년 민족문제연구소가 발표한 친일인명사전 수록예정자 명단에도 수록되었다.
그러나 그가 일제 침략을 노골적으로 찬양하지 않았다는 점, 친일단체인 신궁봉경회에 참여한 것과, 일본의 신을 모시는 신사에 단군과 기자, 이성계를 배향한 것이 적극적인 친일행위인가의 여부 등은 논란의 여지가 있다.

## 사상적 측면

### 교육 입국론
이준용은 나라를 살릴 수 있는 방법은 교육이라 보았고, 교육의 중요성을 주장하였다. 따라서 그는 국세가 나날이 기울어가고 민생이 나날이 곤궁해지는 암흑의 상황을 타개하기 위해서는 무엇보다도 교육을 중시해야 한다고 보았다. 그렇게 해야만이 한국이 문명의 진보의 영역으로 나갈 수 있을 것이라는 것이 그의 주장이었다.
그는 1893년부터 동학 농민 운동 기간 중에는 동학군과 연대하여 개화파들을 축출하고 제거해야 된다는 생각을 하였다. 그러나 외국인들과 접촉하게 되면서 외국의 문물을 받아들여서 좋은 것은 취해야 된다는 것으로 생각을 변화시켰다.
이준용은 자신의 교육론을 직접 실천에 옮겼다. 그는 1908년에 종척 자제의 일본 유학을 건의하였다. 이에 따라 이재곤·민병석·윤택영의 자제들과 타성의 가문에서 80여명의 유학생이 선발되었다고 한다. 그 뒤에도 해외 유학과 견문의 중요성을 주장하여 일반 양반가와 평민의 자제들도 해외 유학의 지원을 구상하였다. 또한 그는 1908년 봄에 이지용, 이재극 등과 함께 경서우 북부 계동에 황족 자제들의 교육을 위해 돈명학교(敦明學敎)를 설립하였다.
처음에는 황족들의 자제들을 대상으로 했다가 점차 문호를 개방하여 양반가 자제들, 평민 민간인의 아동들 100명 정도가 수학하게 되었다. 학교의 운영자금이 부족하자 설립 당시 수천원을 하사했던 순종은 1909년 2월 시종관을 보내 이준용, 이지용, 이재극 등 학교 관계자 30명과 함께 돈명학교의 발전방향을 협의하도록 하였다.
1909년 6월 이준용은 자신이 소유한 전답을 저당잡혀 돈 2만여 원의 자금을 마련해 가지고 돈명학교를 건립하기 위한 방안을 황족들과 논의하기도 하였다.

### 실력 양성론
그는 인재 채용에 장벽을 없애야 한다고 역설했다. 조선 사회의 붕괴 원인을 문벌과 학맥에 의한 인재 채용이 원인이라 생각하였다. 특히 명성황후의 친족에 부정적인 인식을 가졌던 그는 소수 문벌에서 관직과 권력을 독점하여 실력있는 인재의 채용이 어렵다고 판단했다.
또한 어느 학통, 학파 등 학연에 의한 밀어주고 당기기식 관직 등용 역시 참된 인재의 채용을 어렵게 만드는 장애물이라고 판단했다.
이준용은 교육의 중요성을 강조한 한 논설에서 한국 민족의 우수성은 천부적인 것으로서 결코 구미인들에 비해 뒤떨어지지 않는다는 강한 자부심을 드러냈다. 그럼에도 불구하고 현재 한국 국민들이 민생의 방도를 모르고, 옛날 습관만을 추종하고 고루함을 편히 여겨서 이웃나라로부터 비웃음을 사는 것은 모두 근대 교육을 시키지 않았기 때문이라고 하였다.
그는 사회진화론적 문명론에 기대하 논리를 전개하는 가운데, 자질이 우수한 한국민이 무지와 빈약을 벗어나 문명부강의 경지에 도달하기 위해서는 그들을 교육할 학교를 설립해야 하며, 학교를 제대로 운영하기 위해서는 구래의 전통적 교육기관이 아닌 근대적 인재들을 글러낼 사범학교를 세워 교사를 양성해야 한다고 역설하였다.

### 정변 기도
흥선대원군이 왕으로 추대하려던 아버지 흥친왕이나 삼촌 이재선과는 달리 그는 직접 왕위에 오르려는 시도를 했다. 할아버지 흥선대원군이 자신을 왕으로 추대하려 한다는 것을 확실하게 인지한 이후 그는 왕위에 오르려는 적극적인 시도를 보이기도 한다.
1894년 이후 을사보호조약 이전까지만 해도 그는 왕위에 오르려는 야심을 공공연히 드러냈다. 그러나 을사조약 체결 이후 왕 또는 황제가 될 수 있는 가능성이 사라지면서 실망하게 된다.

### 무뎌진 가족애와 개인주의
일본 망명 이전부터 자신을 정치적으로 이용하려던 사람들에 대한 원망과 불신이 깊어졌고, 이는 그의 성격을 개인주의적 성향으로 변신시켰다. 또한 장기간의 망명생활 중 가족애가 무뎌졌는데, 자신을 사지로 내몬 할아버지 흥선대원군과 자신을 지켜주지 못한 부모 내외에 대한 원망과 증오, 그리고 자신에게 도움도 주지 않으면서 자신의 행실을 비난하는 친척들에 대한 증오와 좌절과 회의감, 환멸감에 몸부림쳤다.
장기간의 일본 망명생활을 하던 이준용은 1907년 귀국 후 대원군의 사당을 배알할 때에 눈물을 흘리지 않았고 슬퍼하는 기색도 없어서 주변으로부터 무루공자(武淚公子)라는 조소를 받았다고 한다. 또한 1912년 아버지의 임종을 맞을 때에 그리고 장례를 치를 때에도 아들로서 정성을 다하지 않았다고 비판을 받기도 하였다. 또한 이를 지적하는 일가들과 설전을 벌이기도 했다.
이러한 일화들은 이준용이 가슴 속에 지니고 있는 회한들을 잘 보여준다. 거기에는 수차례 이준용 자신을 앞세워 정권을 장악하려 했던 흥선대원군의 정치적 야욕, 열강들의 발전상에 역행하는 흥선대원군의 통치전략에 대한 반감과 거부감, 을미사변 직전 대원군이 입궐을 위해 자신의 일본 유학을 일본인들에게 허락한 사실, 국왕의 친형인 아버지이 자기 아들의 신원을 요청하지 못하고 자객들의 일본행도 막지 못한 점, 일본 망명 중에 아버지이 충분한 경제적 지원을 해주지 못했고 집안을 제대로 경영하지 못한 데 대한 실망감 등이 복합적으로 작용한 것이었다.
그러나 무엇보다도 이준용이 10여 년 동안 일본에서 젊은날의 대부분을 생명의 위협에 떠는 불안한 나날들을 보냈던 개인적인 쓰라린 경험이 그의 감정과 가족애를 무디게 만든 가장 중요한 요인이었던 것으로 판단된다. 일본에까지 자객을 보내 자신을 암살하려 했던 조선 조정과, 자신의 가족, 친척들이 자신을 암살하려던 자객들을 막아주지 못한 것에 대한 것도 가족과 친척, 조국에 대한 그의 원망과 배신감과 환멸감, 불신을 증폭시켰다.

## 가족 관계
| 계보 : 조선 왕실 흥선대원군의 4대조 운현궁 |

|                  |                  |                  |                  |                  |                  |  |  | 이종 제16대 인조 |                  |                  |                  |                  |                  |  |  |             |             |             |             |             |             |  |  |                        |                        |                        |                        |                        |                        |  |  |                      |                      |                      |                      |                      |                      |  |  |                      |                      |                      |                      |                      |                      |  |  |                         |                      |                      |                      |                      |                      |  |  |                        |                        |                        |                        |                        |                        |  |  |  |  |
|                  |                  |                  |                  |                  |                  |  |  |                  |                  |                  |                  |                  |                  |  |  |             |             |             |             |             |             |  |  |                        |                        |                        |                        |                        |                        |  |  |                      |                      |                      |                      |                      |                      |  |  |                      |                      |                      |                      |                      |                      |  |  |                         |                      |                      |                      |                      |                      |  |  |                        |                        |                        |                        |                        |                        |  |  |  |  |
|                  |                  |                  |                  |                  |                  |  |  |                  |                  |                  |                  |                  |                  |  |  |             |             |             |             |             |             |  |  |                        |                        |                        |                        |                        |                        |  |  |                      |                      |                      |                      |                      |                      |  |  |                      |                      |                      |                      |                      |                      |  |  |                         |                      |                      |                      |                      |                      |  |  |                        |                        |                        |                        |                        |                        |  |  |  |  |
| 이왕 소현세자    | 이왕 소현세자    | 이왕 소현세자    | 이왕 소현세자    | 이왕 소현세자    | 이왕 소현세자    |  |  | 이호 제17대 효종 | 이호 제17대 효종 | 이호 제17대 효종 | 이호 제17대 효종 | 이호 제17대 효종 | 이호 제17대 효종 |  |  |             |             |             |             |             |             |  |  | 이요 인평대군          | 이요 인평대군          | 이요 인평대군          | 이요 인평대군          | 이요 인평대군          | 이요 인평대군          |  |  |                      |                      |                      |                      |                      |                      |  |  |                      |                      |                      |                      |                      |                      |  |  |                         |                      |                      |                      |                      |                      |  |  |                        |                        |                        |                        |                        |                        |  |  |  |  |
| 이왕 소현세자    | 이왕 소현세자    | 이왕 소현세자    | 이왕 소현세자    | 이왕 소현세자    | 이왕 소현세자    |  |  | 이호 제17대 효종 | 이호 제17대 효종 | 이호 제17대 효종 | 이호 제17대 효종 | 이호 제17대 효종 | 이호 제17대 효종 |  |  |             |             |             |             |             |             |  |  | 이요 인평대군          | 이요 인평대군          | 이요 인평대군          | 이요 인평대군          | 이요 인평대군          | 이요 인평대군          |  |  |                      |                      |                      |                      |                      |                      |  |  |                      |                      |                      |                      |                      |                      |  |  |                         |                      |                      |                      |                      |                      |  |  |                        |                        |                        |                        |                        |                        |  |  |  |  |
|                  |                  |                  |                  |                  |                  |  |  | 이연 제18대 현종 | 이연 제18대 현종 | 이연 제18대 현종 | 이연 제18대 현종 | 이연 제18대 현종 | 이연 제18대 현종 |  |  |             |             |             |             |             |             |  |  | 이욱 복녕군            | 이욱 복녕군            | 이욱 복녕군            | 이욱 복녕군            | 이욱 복녕군            | 이욱 복녕군            |  |  |                      |                      |                      |                      |                      |                      |  |  |                      |                      |                      |                      |                      |                      |  |  |                         |                      |                      |                      |                      |                      |  |  |                        |                        |                        |                        |                        |                        |  |  |  |  |
|                  |                  |                  |                  |                  |                  |  |  | 이연 제18대 현종 | 이연 제18대 현종 | 이연 제18대 현종 | 이연 제18대 현종 | 이연 제18대 현종 | 이연 제18대 현종 |  |  |             |             |             |             |             |             |  |  | 이욱 복녕군            | 이욱 복녕군            | 이욱 복녕군            | 이욱 복녕군            | 이욱 복녕군            | 이욱 복녕군            |  |  |                      |                      |                      |                      |                      |                      |  |  |                      |                      |                      |                      |                      |                      |  |  |                         |                      |                      |                      |                      |                      |  |  |                        |                        |                        |                        |                        |                        |  |  |  |  |
|                  |                  |                  |                  |                  |                  |  |  | 이순 제19대 숙종 | 이순 제19대 숙종 | 이순 제19대 숙종 | 이순 제19대 숙종 | 이순 제19대 숙종 | 이순 제19대 숙종 |  |  |             |             |             |             |             |             |  |  | 이혁 의원군            | 이혁 의원군            | 이혁 의원군            | 이혁 의원군            | 이혁 의원군            | 이혁 의원군            |  |  |                      |                      |                      |                      |                      |                      |  |  |                      |                      |                      |                      |                      |                      |  |  |                         |                      |                      |                      |                      |                      |  |  |                        |                        |                        |                        |                        |                        |  |  |  |  |
|                  |                  |                  |                  |                  |                  |  |  | 이순 제19대 숙종 | 이순 제19대 숙종 | 이순 제19대 숙종 | 이순 제19대 숙종 | 이순 제19대 숙종 | 이순 제19대 숙종 |  |  |             |             |             |             |             |             |  |  | 이혁 의원군            | 이혁 의원군            | 이혁 의원군            | 이혁 의원군            | 이혁 의원군            | 이혁 의원군            |  |  |                      |                      |                      |                      |                      |                      |  |  |                      |                      |                      |                      |                      |                      |  |  |                         |                      |                      |                      |                      |                      |  |  |                        |                        |                        |                        |                        |                        |  |  |  |  |
|                  |                  |                  |                  |                  |                  |  |  |                  |                  |                  |                  |                  |                  |  |  |             |             |             |             |             |             |  |  |                        |                        |                        |                        |                        |                        |  |  |                      |                      |                      |                      |                      |                      |  |  |                      |                      |                      |                      |                      |                      |  |  |                         |                      |                      |                      |                      |                      |  |  |                        |                        |                        |                        |                        |                        |  |  |  |  |
| 이윤 제20대 경종 | 이윤 제20대 경종 | 이윤 제20대 경종 | 이윤 제20대 경종 | 이윤 제20대 경종 | 이윤 제20대 경종 |  |  | 이금 제21대 영조 | 이금 제21대 영조 | 이금 제21대 영조 | 이금 제21대 영조 | 이금 제21대 영조 | 이금 제21대 영조 |  |  | 이훤 연령군 | 이훤 연령군 | 이훤 연령군 | 이훤 연령군 | 이훤 연령군 | 이훤 연령군 |  |  | 이숙 안흥군            | 이숙 안흥군            | 이숙 안흥군            | 이숙 안흥군            | 이숙 안흥군            | 이숙 안흥군            |  |  |                      |                      |                      |                      |                      |                      |  |  |                      |                      |                      |                      |                      |                      |  |  |                         |                      |                      |                      |                      |                      |  |  |                        |                        |                        |                        |                        |                        |  |  |  |  |
| 이윤 제20대 경종 | 이윤 제20대 경종 | 이윤 제20대 경종 | 이윤 제20대 경종 | 이윤 제20대 경종 | 이윤 제20대 경종 |  |  | 이금 제21대 영조 | 이금 제21대 영조 | 이금 제21대 영조 | 이금 제21대 영조 | 이금 제21대 영조 | 이금 제21대 영조 |  |  | 이훤 연령군 | 이훤 연령군 | 이훤 연령군 | 이훤 연령군 | 이훤 연령군 | 이훤 연령군 |  |  | 이숙 안흥군            | 이숙 안흥군            | 이숙 안흥군            | 이숙 안흥군            | 이숙 안흥군            | 이숙 안흥군            |  |  |                      |                      |                      |                      |                      |                      |  |  |                      |                      |                      |                      |                      |                      |  |  |                         |                      |                      |                      |                      |                      |  |  |                        |                        |                        |                        |                        |                        |  |  |  |  |
|                  |                  |                  |                  |                  |                  |  |  |                  |                  |                  |                  |                  |                  |  |  |             |             |             |             |             |             |  |  |                        |                        |                        |                        |                        |                        |  |  |                      |                      |                      |                      |                      |                      |  |  |                      |                      |                      |                      |                      |                      |  |  |                         |                      |                      |                      |                      |                      |  |  |                        |                        |                        |                        |                        |                        |  |  |  |  |
| 이행 진종        | 이행 진종        | 이행 진종        | 이행 진종        | 이행 진종        | 이행 진종        |  |  | 이선 장조        | 이선 장조        | 이선 장조        | 이선 장조        | 이선 장조        | 이선 장조        |  |  | 이온 낙천군 | 이온 낙천군 | 이온 낙천군 | 이온 낙천군 | 이온 낙천군 | 이온 낙천군 |  |  | 이진익                 | 이진익                 | 이진익                 | 이진익                 | 이진익                 | 이진익                 |  |  |                      |                      |                      |                      |                      |                      |  |  |                      |                      |                      |                      |                      |                      |  |  |                         |                      |                      |                      |                      |                      |  |  |                        |                        |                        |                        |                        |                        |  |  |  |  |
| 이행 진종        | 이행 진종        | 이행 진종        | 이행 진종        | 이행 진종        | 이행 진종        |  |  | 이선 장조        | 이선 장조        | 이선 장조        | 이선 장조        | 이선 장조        | 이선 장조        |  |  | 이온 낙천군 | 이온 낙천군 | 이온 낙천군 | 이온 낙천군 | 이온 낙천군 | 이온 낙천군 |  |  | 이진익                 | 이진익                 | 이진익                 | 이진익                 | 이진익                 | 이진익                 |  |  |                      |                      |                      |                      |                      |                      |  |  |                      |                      |                      |                      |                      |                      |  |  |                         |                      |                      |                      |                      |                      |  |  |                        |                        |                        |                        |                        |                        |  |  |  |  |
|                  |                  |                  |                  |                  |                  |  |  |                  |                  |                  |                  |                  |                  |  |  |             |             |             |             |             |             |  |  |                        |                        |                        |                        |                        |                        |  |  |                      |                      |                      |                      |                      |                      |  |  |                      |                      |                      |                      |                      |                      |  |  |                         |                      |                      |                      |                      |                      |  |  |                        |                        |                        |                        |                        |                        |  |  |  |  |
| 이산 제22대 정조 | 이산 제22대 정조 | 이산 제22대 정조 | 이산 제22대 정조 | 이산 제22대 정조 | 이산 제22대 정조 |  |  | 이인 은언군      | 이인 은언군      | 이인 은언군      | 이인 은언군      | 이인 은언군      | 이인 은언군      |  |  | 이진 은신군 | 이진 은신군 | 이진 은신군 | 이진 은신군 | 이진 은신군 | 이진 은신군 |  |  | 이병원                 | 이병원                 | 이병원                 | 이병원                 | 이병원                 | 이병원                 |  |  |                      |                      |                      |                      |                      |                      |  |  |                      |                      |                      |                      |                      |                      |  |  |                         |                      |                      |                      |                      |                      |  |  |                        |                        |                        |                        |                        |                        |  |  |  |  |
| 이산 제22대 정조 | 이산 제22대 정조 | 이산 제22대 정조 | 이산 제22대 정조 | 이산 제22대 정조 | 이산 제22대 정조 |  |  |                  | 이인 은언군      | 이인 은언군      | 이인 은언군      | 이인 은언군      | 이인 은언군      |  |  | 이진 은신군 | 이진 은신군 | 이진 은신군 | 이진 은신군 | 이진 은신군 | 이진 은신군 |  |  | 이병원                 | 이병원                 | 이병원                 | 이병원                 | 이병원                 | 이병원                 |  |  |                      |                      |                      |                      |                      |                      |  |  |                      |                      |                      |                      |                      |                      |  |  |                         |                      |                      |                      |                      |                      |  |  |                        |                        |                        |                        |                        |                        |  |  |  |  |
|                  |                  |                  |                  |                  |                  |  |  |                  |                  |                  |                  |                  |                  |  |  |             |             |             |             |             |             |  |  |                        |                        |                        |                        |                        |                        |  |  |                      |                      |                      |                      |                      |                      |  |  |                      |                      |                      |                      |                      |                      |  |  |                         |                      |                      |                      |                      |                      |  |  |                        |                        |                        |                        |                        |                        |  |  |  |  |
| 이공 제23대 순조 | 이공 제23대 순조 | 이공 제23대 순조 | 이공 제23대 순조 | 이공 제23대 순조 | 이공 제23대 순조 |  |  | 이광 전계대원군  | 이광 전계대원군  | 이광 전계대원군  | 이광 전계대원군  | 이광 전계대원군  | 이광 전계대원군  |  |  |             |             |             |             |             |             |  |  | 이구 남연군            | 이구 남연군            | 이구 남연군            | 이구 남연군            | 이구 남연군            | 이구 남연군            |  |  |                      |                      |                      |                      |                      |                      |  |  |                      |                      |                      |                      |                      |                      |  |  |                         |                      |                      |                      |                      |                      |  |  |                        |                        |                        |                        |                        |                        |  |  |  |  |
| 이공 제23대 순조 | 이공 제23대 순조 | 이공 제23대 순조 | 이공 제23대 순조 | 이공 제23대 순조 | 이공 제23대 순조 |  |  | 이광 전계대원군  | 이광 전계대원군  | 이광 전계대원군  | 이광 전계대원군  | 이광 전계대원군  | 이광 전계대원군  |  |  |             |             |             |             |             |             |  |  | 이구 남연군            | 이구 남연군            | 이구 남연군            | 이구 남연군            | 이구 남연군            | 이구 남연군            |  |  |                      |                      |                      |                      |                      |                      |  |  |                      |                      |                      |                      |                      |                      |  |  |                         |                      |                      |                      |                      |                      |  |  |                        |                        |                        |                        |                        |                        |  |  |  |  |
|                  |                  |                  |                  |                  |                  |  |  |                  |                  |                  |                  |                  |                  |  |  |             |             |             |             |             |             |  |  |                        |                        |                        |                        |                        |                        |  |  |                      |                      |                      |                      |                      |                      |  |  |                      |                      |                      |                      |                      |                      |  |  |                         |                      |                      |                      |                      |                      |  |  |                        |                        |                        |                        |                        |                        |  |  |  |  |
|                  |                  |                  |                  |                  |                  |  |  |                  |                  |                  |                  |                  |                  |  |  |             |             |             |             |             |             |  |  |                        |                        |                        |                        |                        |                        |  |  |                      |                      |                      |                      |                      |                      |  |  |                      |                      |                      |                      |                      |                      |  |  |                         |                      |                      |                      |                      |                      |  |  |                        |                        |                        |                        |                        |                        |  |  |  |  |
| 이영 문조        | 이영 문조        | 이영 문조        | 이영 문조        | 이영 문조        | 이영 문조        |  |  | 이변 제25대 철종 | 이변 제25대 철종 | 이변 제25대 철종 | 이변 제25대 철종 | 이변 제25대 철종 | 이변 제25대 철종 |  |  |             |             |             |             |             |             |  |  | 이창응 흥녕군          | 이창응 흥녕군          | 이창응 흥녕군          | 이창응 흥녕군          | 이창응 흥녕군          | 이창응 흥녕군          |  |  | 이재원 완림군        | 이재원 완림군        | 이재원 완림군        | 이재원 완림군        | 이재원 완림군        | 이재원 완림군        |  |  | 이기용 자작          | 이기용 자작          | 이기용 자작          | 이기용 자작          | 이기용 자작          | 이기용 자작          |  |  | 이광 의친왕의 7남       | 이광 의친왕의 7남    | 이광 의친왕의 7남    | 이광 의친왕의 7남    | 이광 의친왕의 7남    | 이광 의친왕의 7남    |  |  |                        |                        |                        |                        |                        |                        |  |  |  |  |
| 이영 문조        | 이영 문조        | 이영 문조        | 이영 문조        | 이영 문조        | 이영 문조        |  |  | 이변 제25대 철종 | 이변 제25대 철종 | 이변 제25대 철종 | 이변 제25대 철종 | 이변 제25대 철종 | 이변 제25대 철종 |  |  |             |             |             |             |             |             |  |  | 이창응 흥녕군          | 이창응 흥녕군          | 이창응 흥녕군          | 이창응 흥녕군          | 이창응 흥녕군          | 이창응 흥녕군          |  |  | 이재원 완림군        | 이재원 완림군        | 이재원 완림군        | 이재원 완림군        | 이재원 완림군        | 이재원 완림군        |  |  | 이기용 자작          | 이기용 자작          | 이기용 자작          | 이기용 자작          | 이기용 자작          | 이기용 자작          |  |  | 이광 의친왕의 7남       | 이광 의친왕의 7남    | 이광 의친왕의 7남    | 이광 의친왕의 7남    | 이광 의친왕의 7남    | 이광 의친왕의 7남    |  |  |                        |                        |                        |                        |                        |                        |  |  |  |  |
|                  |                  |                  |                  |                  |                  |  |  |                  |                  |                  |                  |                  |                  |  |  |             |             |             |             |             |             |  |  |                        |                        |                        |                        |                        |                        |  |  |                      |                      |                      |                      |                      |                      |  |  |                      |                      |                      |                      |                      |                      |  |  |                         |                      |                      |                      |                      |                      |  |  |                        |                        |                        |                        |                        |                        |  |  |  |  |
|                  |                  |                  |                  |                  |                  |  |  |                  |                  |                  |                  |                  |                  |  |  |             |             |             |             |             |             |  |  |                        |                        |                        |                        |                        |                        |  |  |                      |                      |                      |                      |                      |                      |  |  |                      |                      |                      |                      |                      |                      |  |  |                         |                      |                      |                      |                      |                      |  |  |                        |                        |                        |                        |                        |                        |  |  |  |  |
| 이환 제24대 헌종 | 이환 제24대 헌종 | 이환 제24대 헌종 | 이환 제24대 헌종 | 이환 제24대 헌종 | 이환 제24대 헌종 |  |  |                  |                  |                  |                  |                  |                  |  |  |             |             |             |             |             |             |  |  | 이정응 흥완군          | 이정응 흥완군          | 이정응 흥완군          | 이정응 흥완군          | 이정응 흥완군          | 이정응 흥완군          |  |  | 이재완 완순군·후작   | 이재완 완순군·후작   | 이재완 완순군·후작   | 이재완 완순군·후작   | 이재완 완순군·후작   | 이재완 완순군·후작   |  |  | 이달용 후작          | 이달용 후작          | 이달용 후작          | 이달용 후작          | 이달용 후작          | 이달용 후작          |  |  | 이해선                  | 이해선               | 이해선               | 이해선               | 이해선               | 이해선               |  |  | 이철주                 | 이철주                 | 이철주                 | 이철주                 | 이철주                 | 이철주                 |  |  |  |  |
| 이환 제24대 헌종 | 이환 제24대 헌종 | 이환 제24대 헌종 | 이환 제24대 헌종 | 이환 제24대 헌종 | 이환 제24대 헌종 |  |  |                  |                  |                  |                  |                  |                  |  |  |             |             |             |             |             |             |  |  | 이정응 흥완군          | 이정응 흥완군          | 이정응 흥완군          | 이정응 흥완군          | 이정응 흥완군          | 이정응 흥완군          |  |  | 이재완 완순군·후작   | 이재완 완순군·후작   | 이재완 완순군·후작   | 이재완 완순군·후작   | 이재완 완순군·후작   | 이재완 완순군·후작   |  |  | 이달용 후작          | 이달용 후작          | 이달용 후작          | 이달용 후작          | 이달용 후작          | 이달용 후작          |  |  | 이해선                  | 이해선               | 이해선               | 이해선               | 이해선               | 이해선               |  |  | 이철주                 | 이철주                 | 이철주                 | 이철주                 | 이철주                 | 이철주                 |  |  |  |  |
|                  |                  |                  |                  |                  |                  |  |  |                  |                  |                  |                  |                  |                  |  |  |             |             |             |             |             |             |  |  |                        |                        |                        |                        |                        |                        |  |  |                      |                      |                      |                      |                      |                      |  |  |                      |                      |                      |                      |                      |                      |  |  |                         |                      |                      |                      |                      |                      |  |  |                        |                        |                        |                        |                        |                        |  |  |  |  |
|                  |                  |                  |                  |                  |                  |  |  |                  |                  |                  |                  |                  |                  |  |  |             |             |             |             |             |             |  |  |                        |                        |                        |                        |                        |                        |  |  |                      |                      |                      |                      |                      |                      |  |  |                      |                      |                      |                      |                      |                      |  |  |                         |                      |                      |                      |                      |                      |  |  |                        |                        |                        |                        |                        |                        |  |  |  |  |
|                  |                  |                  |                  |                  |                  |  |  |                  |                  |                  |                  |                  |                  |  |  |             |             |             |             |             |             |  |  | 이최응 흥인군          | 이최응 흥인군          | 이최응 흥인군          | 이최응 흥인군          | 이최응 흥인군          | 이최응 흥인군          |  |  | 이재긍 완영군        | 이재긍 완영군        | 이재긍 완영군        | 이재긍 완영군        | 이재긍 완영군        | 이재긍 완영군        |  |  | 이지용 백작          | 이지용 백작          | 이지용 백작          | 이지용 백작          | 이지용 백작          | 이지용 백작          |  |  | 이해충                  | 이해충               | 이해충               | 이해충               | 이해충               | 이해충               |  |  | 이영주 백작            | 이영주 백작            | 이영주 백작            | 이영주 백작            | 이영주 백작            | 이영주 백작            |  |  |  |  |
|                  |                  |                  |                  |                  |                  |  |  |                  |                  |                  |                  |                  |                  |  |  |             |             |             |             |             |             |  |  | 이최응 흥인군          | 이최응 흥인군          | 이최응 흥인군          | 이최응 흥인군          | 이최응 흥인군          | 이최응 흥인군          |  |  | 이재긍 완영군        | 이재긍 완영군        | 이재긍 완영군        | 이재긍 완영군        | 이재긍 완영군        | 이재긍 완영군        |  |  | 이지용 백작          | 이지용 백작          | 이지용 백작          | 이지용 백작          | 이지용 백작          | 이지용 백작          |  |  | 이해충                  | 이해충               | 이해충               | 이해충               | 이해충               | 이해충               |  |  | 이영주 백작            | 이영주 백작            | 이영주 백작            | 이영주 백작            | 이영주 백작            | 이영주 백작            |  |  |  |  |
|                  |                  |                  |                  |                  |                  |  |  |                  |                  |                  |                  |                  |                  |  |  |             |             |             |             |             |             |  |  |                        |                        |                        |                        |                        |                        |  |  |                      |                      |                      |                      |                      |                      |  |  |                      |                      |                      |                      |                      |                      |  |  |                         |                      |                      |                      |                      |                      |  |  |                        |                        |                        |                        |                        |                        |  |  |  |  |
|                  |                  |                  |                  |                  |                  |  |  |                  |                  |                  |                  |                  |                  |  |  |             |             |             |             |             |             |  |  | 이하응 흥선대원군      | 이하응 흥선대원군      | 이하응 흥선대원군      | 이하응 흥선대원군      | 이하응 흥선대원군      | 이하응 흥선대원군      |  |  | 이재면 흥친왕        | 이재면 흥친왕        | 이재면 흥친왕        | 이재면 흥친왕        | 이재면 흥친왕        | 이재면 흥친왕        |  |  | 이준용 영선군        | 이준용 영선군        | 이준용 영선군        | 이준용 영선군        | 이준용 영선군        | 이준용 영선군        |  |  | 이우 의친왕의 2남       | 이우 의친왕의 2남    | 이우 의친왕의 2남    | 이우 의친왕의 2남    | 이우 의친왕의 2남    | 이우 의친왕의 2남    |  |  | 이청 장남              | 이청 장남              | 이청 장남              | 이청 장남              | 이청 장남              | 이청 장남              |  |  |  |  |
|                  |                  |                  |                  |                  |                  |  |  |                  |                  |                  |                  |                  |                  |  |  |             |             |             |             |             |             |  |  | 이하응 흥선대원군      | 이하응 흥선대원군      | 이하응 흥선대원군      | 이하응 흥선대원군      | 이하응 흥선대원군      | 이하응 흥선대원군      |  |  | 이재면 흥친왕        | 이재면 흥친왕        | 이재면 흥친왕        | 이재면 흥친왕        | 이재면 흥친왕        | 이재면 흥친왕        |  |  | 이준용 영선군        | 이준용 영선군        | 이준용 영선군        | 이준용 영선군        | 이준용 영선군        | 이준용 영선군        |  |  | 이우 의친왕의 2남       | 이우 의친왕의 2남    | 이우 의친왕의 2남    | 이우 의친왕의 2남    | 이우 의친왕의 2남    | 이우 의친왕의 2남    |  |  | 이청 장남              | 이청 장남              | 이청 장남              | 이청 장남              | 이청 장남              | 이청 장남              |  |  |  |  |
|                  |                  |                  |                  |                  |                  |  |  |                  |                  |                  |                  |                  |                  |  |  |             |             |             |             |             |             |  |  |                        |                        |                        |                        |                        |                        |  |  |                      |                      |                      |                      |                      |                      |  |  |                      |                      |                      |                      |                      |                      |  |  |                         |                      |                      |                      |                      |                      |  |  |                        |                        |                        |                        |                        |                        |  |  |  |  |
|                  |                  |                  |                  |                  |                  |  |  |                  |                  |                  |                  |                  |                  |  |  |             |             |             |             |             |             |  |  |                        |                        |                        |                        |                        |                        |  |  |                      |                      |                      |                      |                      |                      |  |  |                      |                      |                      |                      |                      |                      |  |  |                         |                      |                      |                      |                      |                      |  |  |                        |                        |                        |                        |                        |                        |  |  |  |  |
|                  |                  |                  |                  |                  |                  |  |  |                  |                  |                  |                  |                  |                  |  |  |             |             |             |             |             |             |  |  | 여흥 민씨 여흥부대부인 | 여흥 민씨 여흥부대부인 | 여흥 민씨 여흥부대부인 | 여흥 민씨 여흥부대부인 | 여흥 민씨 여흥부대부인 | 여흥 민씨 여흥부대부인 |  |  | 풍산 홍씨 정실       | 풍산 홍씨 정실       | 풍산 홍씨 정실       | 풍산 홍씨 정실       | 풍산 홍씨 정실       | 풍산 홍씨 정실       |  |  | 남양 홍씨 정실       | 남양 홍씨 정실       | 남양 홍씨 정실       | 남양 홍씨 정실       | 남양 홍씨 정실       | 남양 홍씨 정실       |  |  | 박찬주 박영효의 손녀    | 박찬주 박영효의 손녀 | 박찬주 박영효의 손녀 | 박찬주 박영효의 손녀 | 박찬주 박영효의 손녀 | 박찬주 박영효의 손녀 |  |  | 이종 차남              | 이종 차남              | 이종 차남              | 이종 차남              | 이종 차남              | 이종 차남              |  |  |  |  |
|                  |                  |                  |                  |                  |                  |  |  |                  |                  |                  |                  |                  |                  |  |  |             |             |             |             |             |             |  |  | 여흥 민씨 여흥부대부인 | 여흥 민씨 여흥부대부인 | 여흥 민씨 여흥부대부인 | 여흥 민씨 여흥부대부인 | 여흥 민씨 여흥부대부인 | 여흥 민씨 여흥부대부인 |  |  | 풍산 홍씨 정실       | 풍산 홍씨 정실       | 풍산 홍씨 정실       | 풍산 홍씨 정실       | 풍산 홍씨 정실       | 풍산 홍씨 정실       |  |  | 남양 홍씨 정실       | 남양 홍씨 정실       | 남양 홍씨 정실       | 남양 홍씨 정실       | 남양 홍씨 정실       | 남양 홍씨 정실       |  |  | 박찬주 박영효의 손녀    | 박찬주 박영효의 손녀 | 박찬주 박영효의 손녀 | 박찬주 박영효의 손녀 | 박찬주 박영효의 손녀 | 박찬주 박영효의 손녀 |  |  | 이종 차남              | 이종 차남              | 이종 차남              | 이종 차남              | 이종 차남              | 이종 차남              |  |  |  |  |
|                  |                  |                  |                  |                  |                  |  |  |                  |                  |                  |                  |                  |                  |  |  |             |             |             |             |             |             |  |  |                        |                        |                        |                        |                        |                        |  |  |                      |                      |                      |                      |                      |                      |  |  |                      |                      |                      |                      |                      |                      |  |  |                         |                      |                      |                      |                      |                      |  |  |                        |                        |                        |                        |                        |                        |  |  |  |  |
|                  |                  |                  |                  |                  |                  |  |  |                  |                  |                  |                  |                  |                  |  |  |             |             |             |             |             |             |  |  |                        |                        |                        |                        |                        |                        |  |  | 여주 이씨 계실       | 여주 이씨 계실       | 여주 이씨 계실       | 여주 이씨 계실       | 여주 이씨 계실       | 여주 이씨 계실       |  |  | 광산 김씨 계실       | 광산 김씨 계실       | 광산 김씨 계실       | 광산 김씨 계실       | 광산 김씨 계실       | 광산 김씨 계실       |  |  |                         |                      |                      |                      |                      |                      |  |  |                        |                        |                        |                        |                        |                        |  |  |  |  |
|                  |                  |                  |                  |                  |                  |  |  |                  |                  |                  |                  |                  |                  |  |  |             |             |             |             |             |             |  |  |                        |                        |                        |                        |                        |                        |  |  | 여주 이씨 계실       | 여주 이씨 계실       | 여주 이씨 계실       | 여주 이씨 계실       | 여주 이씨 계실       | 여주 이씨 계실       |  |  | 광산 김씨 계실       | 광산 김씨 계실       | 광산 김씨 계실       | 광산 김씨 계실       | 광산 김씨 계실       | 광산 김씨 계실       |  |  |                         |                      |                      |                      |                      |                      |  |  |                        |                        |                        |                        |                        |                        |  |  |  |  |
|                  |                  |                  |                  |                  |                  |  |  |                  |                  |                  |                  |                  |                  |  |  |             |             |             |             |             |             |  |  |                        |                        |                        |                        |                        |                        |  |  |                      |                      |                      |                      |                      |                      |  |  |                      |                      |                      |                      |                      |                      |  |  |                         |                      |                      |                      |                      |                      |  |  |                        |                        |                        |                        |                        |                        |  |  |  |  |
|                  |                  |                  |                  |                  |                  |  |  |                  |                  |                  |                  |                  |                  |  |  |             |             |             |             |             |             |  |  |                        |                        |                        |                        |                        |                        |  |  |                      |                      |                      |                      |                      |                      |  |  | 전순혁 소실          | 전순혁 소실          | 전순혁 소실          | 전순혁 소실          | 전순혁 소실          | 전순혁 소실          |  |  | 이진완 서녀             | 이진완 서녀          | 이진완 서녀          | 이진완 서녀          | 이진완 서녀          | 이진완 서녀          |  |  |                        |                        |                        |                        |                        |                        |  |  |  |  |
|                  |                  |                  |                  |                  |                  |  |  |                  |                  |                  |                  |                  |                  |  |  |             |             |             |             |             |             |  |  |                        |                        |                        |                        |                        |                        |  |  |                      |                      |                      |                      |                      |                      |  |  | 전순혁 소실          | 전순혁 소실          | 전순혁 소실          | 전순혁 소실          | 전순혁 소실          | 전순혁 소실          |  |  | 이진완 서녀             | 이진완 서녀          | 이진완 서녀          | 이진완 서녀          | 이진완 서녀          | 이진완 서녀          |  |  |                        |                        |                        |                        |                        |                        |  |  |  |  |
|                  |                  |                  |                  |                  |                  |  |  |                  |                  |                  |                  |                  |                  |  |  |             |             |             |             |             |             |  |  |                        |                        |                        |                        |                        |                        |  |  |                      |                      |                      |                      |                      |                      |  |  |                      |                      |                      |                      |                      |                      |  |  | 윤원선 윤치소의 3남     |                      |                      |                      |                      |                      |  |  |                        |                        |                        |                        |                        |                        |  |  |  |  |
|                  |                  |                  |                  |                  |                  |  |  |                  |                  |                  |                  |                  |                  |  |  |             |             |             |             |             |             |  |  |                        |                        |                        |                        |                        |                        |  |  |                      |                      |                      |                      |                      |                      |  |  |                      |                      |                      |                      |                      |                      |  |  |                         |                      |                      |                      |                      |                      |  |  |                        |                        |                        |                        |                        |                        |  |  |  |  |
|                  |                  |                  |                  |                  |                  |  |  |                  |                  |                  |                  |                  |                  |  |  |             |             |             |             |             |             |  |  |                        |                        |                        |                        |                        |                        |  |  |                      |                      |                      |                      |                      |                      |  |  | 이문용 차남          |                      |                      |                      |                      |                      |  |  |                         |                      |                      |                      |                      |                      |  |  |                        |                        |                        |                        |                        |                        |  |  |  |  |
|                  |                  |                  |                  |                  |                  |  |  |                  |                  |                  |                  |                  |                  |  |  |             |             |             |             |             |             |  |  |                        |                        |                        |                        |                        |                        |  |  |                      |                      |                      |                      |                      |                      |  |  |                      |                      |                      |                      |                      |                      |  |  |                         |                      |                      |                      |                      |                      |  |  |                        |                        |                        |                        |                        |                        |  |  |  |  |
|                  |                  |                  |                  |                  |                  |  |  |                  |                  |                  |                  |                  |                  |  |  |             |             |             |             |             |             |  |  |                        |                        |                        |                        |                        |                        |  |  |                      |                      |                      |                      |                      |                      |  |  |                      |                      |                      |                      |                      |                      |  |  |                         |                      |                      |                      |                      |                      |  |  |                        |                        |                        |                        |                        |                        |  |  |  |  |
|                  |                  |                  |                  |                  |                  |  |  |                  |                  |                  |                  |                  |                  |  |  |             |             |             |             |             |             |  |  |                        |                        |                        |                        |                        |                        |  |  |                      |                      |                      |                      |                      |                      |  |  | 전주 이씨 장녀       |                      |                      |                      |                      |                      |  |  |                         |                      |                      |                      |                      |                      |  |  |                        |                        |                        |                        |                        |                        |  |  |  |  |
|                  |                  |                  |                  |                  |                  |  |  |                  |                  |                  |                  |                  |                  |  |  |             |             |             |             |             |             |  |  |                        |                        |                        |                        |                        |                        |  |  |                      |                      |                      |                      |                      |                      |  |  |                      |                      |                      |                      |                      |                      |  |  |                         |                      |                      |                      |                      |                      |  |  |                        |                        |                        |                        |                        |                        |  |  |  |  |
|                  |                  |                  |                  |                  |                  |  |  |                  |                  |                  |                  |                  |                  |  |  |             |             |             |             |             |             |  |  |                        |                        |                        |                        |                        |                        |  |  |                      |                      |                      |                      |                      |                      |  |  |                      |                      |                      |                      |                      |                      |  |  |                         |                      |                      |                      |                      |                      |  |  |                        |                        |                        |                        |                        |                        |  |  |  |  |
|                  |                  |                  |                  |                  |                  |  |  |                  |                  |                  |                  |                  |                  |  |  |             |             |             |             |             |             |  |  |                        |                        |                        |                        |                        |                        |  |  |                      |                      |                      |                      |                      |                      |  |  | 김인규               |                      |                      |                      |                      |                      |  |  |                         |                      |                      |                      |                      |                      |  |  |                        |                        |                        |                        |                        |                        |  |  |  |  |
|                  |                  |                  |                  |                  |                  |  |  |                  |                  |                  |                  |                  |                  |  |  |             |             |             |             |             |             |  |  |                        |                        |                        |                        |                        |                        |  |  |                      |                      |                      |                      |                      |                      |  |  |                      |                      |                      |                      |                      |                      |  |  |                         |                      |                      |                      |                      |                      |  |  |                        |                        |                        |                        |                        |                        |  |  |  |  |
|                  |                  |                  |                  |                  |                  |  |  |                  |                  |                  |                  |                  |                  |  |  |             |             |             |             |             |             |  |  |                        |                        |                        |                        |                        |                        |  |  |                      |                      |                      |                      |                      |                      |  |  | 전주 이씨 차녀       |                      |                      |                      |                      |                      |  |  |                         |                      |                      |                      |                      |                      |  |  |                        |                        |                        |                        |                        |                        |  |  |  |  |
|                  |                  |                  |                  |                  |                  |  |  |                  |                  |                  |                  |                  |                  |  |  |             |             |             |             |             |             |  |  |                        |                        |                        |                        |                        |                        |  |  |                      |                      |                      |                      |                      |                      |  |  |                      |                      |                      |                      |                      |                      |  |  |                         |                      |                      |                      |                      |                      |  |  |                        |                        |                        |                        |                        |                        |  |  |  |  |
|                  |                  |                  |                  |                  |                  |  |  |                  |                  |                  |                  |                  |                  |  |  |             |             |             |             |             |             |  |  |                        |                        |                        |                        |                        |                        |  |  |                      |                      |                      |                      |                      |                      |  |  |                      |                      |                      |                      |                      |                      |  |  |                         |                      |                      |                      |                      |                      |  |  |                        |                        |                        |                        |                        |                        |  |  |  |  |
|                  |                  |                  |                  |                  |                  |  |  |                  |                  |                  |                  |                  |                  |  |  |             |             |             |             |             |             |  |  |                        |                        |                        |                        |                        |                        |  |  |                      |                      |                      |                      |                      |                      |  |  | 김두한               |                      |                      |                      |                      |                      |  |  |                         |                      |                      |                      |                      |                      |  |  |                        |                        |                        |                        |                        |                        |  |  |  |  |
|                  |                  |                  |                  |                  |                  |  |  |                  |                  |                  |                  |                  |                  |  |  |             |             |             |             |             |             |  |  |                        |                        |                        |                        |                        |                        |  |  |                      |                      |                      |                      |                      |                      |  |  |                      |                      |                      |                      |                      |                      |  |  |                         |                      |                      |                      |                      |                      |  |  |                        |                        |                        |                        |                        |                        |  |  |  |  |
|                  |                  |                  |                  |                  |                  |  |  |                  |                  |                  |                  |                  |                  |  |  |             |             |             |             |             |             |  |  |                        |                        |                        |                        |                        |                        |  |  |                      |                      |                      |                      |                      |                      |  |  |                      |                      |                      |                      |                      |                      |  |  |                         |                      |                      |                      |                      |                      |  |  |                        |                        |                        |                        |                        |                        |  |  |  |  |
|                  |                  |                  |                  |                  |                  |  |  |                  |                  |                  |                  |                  |                  |  |  |             |             |             |             |             |             |  |  |                        |                        |                        |                        |                        |                        |  |  | 주씨 소실            | 주씨 소실            | 주씨 소실            | 주씨 소실            | 주씨 소실            | 주씨 소실            |  |  | 전주 이씨 삼녀       | 전주 이씨 삼녀       | 전주 이씨 삼녀       | 전주 이씨 삼녀       | 전주 이씨 삼녀       | 전주 이씨 삼녀       |  |  |                         |                      |                      |                      |                      |                      |  |  |                        |                        |                        |                        |                        |                        |  |  |  |  |
|                  |                  |                  |                  |                  |                  |  |  |                  |                  |                  |                  |                  |                  |  |  |             |             |             |             |             |             |  |  |                        |                        |                        |                        |                        |                        |  |  | 주씨 소실            | 주씨 소실            | 주씨 소실            | 주씨 소실            | 주씨 소실            | 주씨 소실            |  |  | 전주 이씨 삼녀       | 전주 이씨 삼녀       | 전주 이씨 삼녀       | 전주 이씨 삼녀       | 전주 이씨 삼녀       | 전주 이씨 삼녀       |  |  |                         |                      |                      |                      |                      |                      |  |  |                        |                        |                        |                        |                        |                        |  |  |  |  |
|                  |                  |                  |                  |                  |                  |  |  |                  |                  |                  |                  |                  |                  |  |  |             |             |             |             |             |             |  |  |                        |                        |                        |                        |                        |                        |  |  |                      |                      |                      |                      |                      |                      |  |  |                      |                      |                      |                      |                      |                      |  |  |                         |                      |                      |                      |                      |                      |  |  |                        |                        |                        |                        |                        |                        |  |  |  |  |
|                  |                  |                  |                  |                  |                  |  |  |                  |                  |                  |                  |                  |                  |  |  |             |             |             |             |             |             |  |  |                        |                        |                        |                        |                        |                        |  |  |                      |                      |                      |                      |                      |                      |  |  | 김규정               |                      |                      |                      |                      |                      |  |  |                         |                      |                      |                      |                      |                      |  |  |                        |                        |                        |                        |                        |                        |  |  |  |  |
|                  |                  |                  |                  |                  |                  |  |  |                  |                  |                  |                  |                  |                  |  |  |             |             |             |             |             |             |  |  |                        |                        |                        |                        |                        |                        |  |  |                      |                      |                      |                      |                      |                      |  |  |                      |                      |                      |                      |                      |                      |  |  |                         |                      |                      |                      |                      |                      |  |  |                        |                        |                        |                        |                        |                        |  |  |  |  |
|                  |                  |                  |                  |                  |                  |  |  |                  |                  |                  |                  |                  |                  |  |  |             |             |             |             |             |             |  |  |                        |                        |                        |                        |                        |                        |  |  |                      |                      |                      |                      |                      |                      |  |  |                      |                      |                      |                      |                      |                      |  |  |                         |                      |                      |                      |                      |                      |  |  |                        |                        |                        |                        |                        |                        |  |  |  |  |
|                  |                  |                  |                  |                  |                  |  |  |                  |                  |                  |                  |                  |                  |  |  |             |             |             |             |             |             |  |  |                        |                        |                        |                        |                        |                        |  |  | 이희 제26대 고종     | 이희 제26대 고종     | 이희 제26대 고종     | 이희 제26대 고종     | 이희 제26대 고종     | 이희 제26대 고종     |  |  | 이척 제27대 순종     | 이척 제27대 순종     | 이척 제27대 순종     | 이척 제27대 순종     | 이척 제27대 순종     | 이척 제27대 순종     |  |  |                         |                      |                      |                      |                      |                      |  |  |                        |                        |                        |                        |                        |                        |  |  |  |  |
|                  |                  |                  |                  |                  |                  |  |  |                  |                  |                  |                  |                  |                  |  |  |             |             |             |             |             |             |  |  |                        |                        |                        |                        |                        |                        |  |  | 이희 제26대 고종     | 이희 제26대 고종     | 이희 제26대 고종     | 이희 제26대 고종     | 이희 제26대 고종     | 이희 제26대 고종     |  |  | 이척 제27대 순종     | 이척 제27대 순종     | 이척 제27대 순종     | 이척 제27대 순종     | 이척 제27대 순종     | 이척 제27대 순종     |  |  |                         |                      |                      |                      |                      |                      |  |  |                        |                        |                        |                        |                        |                        |  |  |  |  |
|                  |                  |                  |                  |                  |                  |  |  |                  |                  |                  |                  |                  |                  |  |  |             |             |             |             |             |             |  |  |                        |                        |                        |                        |                        |                        |  |  |                      |                      |                      |                      |                      |                      |  |  |                      |                      |                      |                      |                      |                      |  |  |                         |                      |                      |                      |                      |                      |  |  |                        |                        |                        |                        |                        |                        |  |  |  |  |
|                  |                  |                  |                  |                  |                  |  |  |                  |                  |                  |                  |                  |                  |  |  |             |             |             |             |             |             |  |  |                        |                        |                        |                        |                        |                        |  |  |                      |                      |                      |                      |                      |                      |  |  |                      |                      |                      |                      |                      |                      |  |  |                         |                      |                      |                      |                      |                      |  |  |                        |                        |                        |                        |                        |                        |  |  |  |  |
|                  |                  |                  |                  |                  |                  |  |  |                  |                  |                  |                  |                  |                  |  |  |             |             |             |             |             |             |  |  |                        |                        |                        |                        |                        |                        |  |  | 여흥 민씨 명성황후   | 여흥 민씨 명성황후   | 여흥 민씨 명성황후   | 여흥 민씨 명성황후   | 여흥 민씨 명성황후   | 여흥 민씨 명성황후   |  |  | 여흥 민씨 순명효황후 | 여흥 민씨 순명효황후 | 여흥 민씨 순명효황후 | 여흥 민씨 순명효황후 | 여흥 민씨 순명효황후 | 여흥 민씨 순명효황후 |  |  |                         |                      |                      |                      |                      |                      |  |  |                        |                        |                        |                        |                        |                        |  |  |  |  |
|                  |                  |                  |                  |                  |                  |  |  |                  |                  |                  |                  |                  |                  |  |  |             |             |             |             |             |             |  |  |                        |                        |                        |                        |                        |                        |  |  | 여흥 민씨 명성황후   | 여흥 민씨 명성황후   | 여흥 민씨 명성황후   | 여흥 민씨 명성황후   | 여흥 민씨 명성황후   | 여흥 민씨 명성황후   |  |  | 여흥 민씨 순명효황후 | 여흥 민씨 순명효황후 | 여흥 민씨 순명효황후 | 여흥 민씨 순명효황후 | 여흥 민씨 순명효황후 | 여흥 민씨 순명효황후 |  |  |                         |                      |                      |                      |                      |                      |  |  |                        |                        |                        |                        |                        |                        |  |  |  |  |
|                  |                  |                  |                  |                  |                  |  |  |                  |                  |                  |                  |                  |                  |  |  |             |             |             |             |             |             |  |  |                        |                        |                        |                        |                        |                        |  |  |                      |                      |                      |                      |                      |                      |  |  | 해평 윤씨 순정효황후 |                      |                      |                      |                      |                      |  |  |                         |                      |                      |                      |                      |                      |  |  |                        |                        |                        |                        |                        |                        |  |  |  |  |
|                  |                  |                  |                  |                  |                  |  |  |                  |                  |                  |                  |                  |                  |  |  |             |             |             |             |             |             |  |  |                        |                        |                        |                        |                        |                        |  |  |                      |                      |                      |                      |                      |                      |  |  |                      |                      |                      |                      |                      |                      |  |  |                         |                      |                      |                      |                      |                      |  |  |                        |                        |                        |                        |                        |                        |  |  |  |  |
|                  |                  |                  |                  |                  |                  |  |  |                  |                  |                  |                  |                  |                  |  |  |             |             |             |             |             |             |  |  |                        |                        |                        |                        |                        |                        |  |  |                      |                      |                      |                      |                      |                      |  |  |                      |                      |                      |                      |                      |                      |  |  |                         |                      |                      |                      |                      |                      |  |  |                        |                        |                        |                        |                        |                        |  |  |  |  |
|                  |                  |                  |                  |                  |                  |  |  |                  |                  |                  |                  |                  |                  |  |  |             |             |             |             |             |             |  |  |                        |                        |                        |                        |                        |                        |  |  | 영월 엄씨 순헌황귀비 | 영월 엄씨 순헌황귀비 | 영월 엄씨 순헌황귀비 | 영월 엄씨 순헌황귀비 | 영월 엄씨 순헌황귀비 | 영월 엄씨 순헌황귀비 |  |  | 이은 의민태자        | 이은 의민태자        | 이은 의민태자        | 이은 의민태자        | 이은 의민태자        | 이은 의민태자        |  |  | 이진 장남               | 이진 장남            | 이진 장남            | 이진 장남            | 이진 장남            | 이진 장남            |  |  |                        |                        |                        |                        |                        |                        |  |  |  |  |
|                  |                  |                  |                  |                  |                  |  |  |                  |                  |                  |                  |                  |                  |  |  |             |             |             |             |             |             |  |  |                        |                        |                        |                        |                        |                        |  |  | 영월 엄씨 순헌황귀비 | 영월 엄씨 순헌황귀비 | 영월 엄씨 순헌황귀비 | 영월 엄씨 순헌황귀비 | 영월 엄씨 순헌황귀비 | 영월 엄씨 순헌황귀비 |  |  | 이은 의민태자        | 이은 의민태자        | 이은 의민태자        | 이은 의민태자        | 이은 의민태자        | 이은 의민태자        |  |  | 이진 장남               | 이진 장남            | 이진 장남            | 이진 장남            | 이진 장남            | 이진 장남            |  |  |                        |                        |                        |                        |                        |                        |  |  |  |  |
|                  |                  |                  |                  |                  |                  |  |  |                  |                  |                  |                  |                  |                  |  |  |             |             |             |             |             |             |  |  |                        |                        |                        |                        |                        |                        |  |  |                      |                      |                      |                      |                      |                      |  |  |                      |                      |                      |                      |                      |                      |  |  |                         |                      |                      |                      |                      |                      |  |  |                        |                        |                        |                        |                        |                        |  |  |  |  |
|                  |                  |                  |                  |                  |                  |  |  |                  |                  |                  |                  |                  |                  |  |  |             |             |             |             |             |             |  |  |                        |                        |                        |                        |                        |                        |  |  |                      |                      |                      |                      |                      |                      |  |  |                      |                      |                      |                      |                      |                      |  |  |                         |                      |                      |                      |                      |                      |  |  |                        |                        |                        |                        |                        |                        |  |  |  |  |
|                  |                  |                  |                  |                  |                  |  |  |                  |                  |                  |                  |                  |                  |  |  |             |             |             |             |             |             |  |  |                        |                        |                        |                        |                        |                        |  |  |                      |                      |                      |                      |                      |                      |  |  | 마사코 의민태자비    | 마사코 의민태자비    | 마사코 의민태자비    | 마사코 의민태자비    | 마사코 의민태자비    | 마사코 의민태자비    |  |  | 이구 차남               | 이구 차남            | 이구 차남            | 이구 차남            | 이구 차남            | 이구 차남            |  |  | 이원 의친왕 9남의 장남 | 이원 의친왕 9남의 장남 | 이원 의친왕 9남의 장남 | 이원 의친왕 9남의 장남 | 이원 의친왕 9남의 장남 | 이원 의친왕 9남의 장남 |  |  |  |  |
|                  |                  |                  |                  |                  |                  |  |  |                  |                  |                  |                  |                  |                  |  |  |             |             |             |             |             |             |  |  |                        |                        |                        |                        |                        |                        |  |  |                      |                      |                      |                      |                      |                      |  |  | 마사코 의민태자비    | 마사코 의민태자비    | 마사코 의민태자비    | 마사코 의민태자비    | 마사코 의민태자비    | 마사코 의민태자비    |  |  | 이구 차남               | 이구 차남            | 이구 차남            | 이구 차남            | 이구 차남            | 이구 차남            |  |  | 이원 의친왕 9남의 장남 | 이원 의친왕 9남의 장남 | 이원 의친왕 9남의 장남 | 이원 의친왕 9남의 장남 | 이원 의친왕 9남의 장남 | 이원 의친왕 9남의 장남 |  |  |  |  |
|                  |                  |                  |                  |                  |                  |  |  |                  |                  |                  |                  |                  |                  |  |  |             |             |             |             |             |             |  |  |                        |                        |                        |                        |                        |                        |  |  |                      |                      |                      |                      |                      |                      |  |  |                      |                      |                      |                      |                      |                      |  |  |                         |                      |                      |                      |                      |                      |  |  |                        |                        |                        |                        |                        |                        |  |  |  |  |
|                  |                  |                  |                  |                  |                  |  |  |                  |                  |                  |                  |                  |                  |  |  |             |             |             |             |             |             |  |  |                        |                        |                        |                        |                        |                        |  |  |                      |                      |                      |                      |                      |                      |  |  |                      |                      |                      |                      |                      |                      |  |  | 줄리아 멀록 1982년 이혼 |                      |                      |                      |                      |                      |  |  |                        |                        |                        |                        |                        |                        |  |  |  |  |
|                  |                  |                  |                  |                  |                  |  |  |                  |                  |                  |                  |                  |                  |  |  |             |             |             |             |             |             |  |  |                        |                        |                        |                        |                        |                        |  |  |                      |                      |                      |                      |                      |                      |  |  |                      |                      |                      |                      |                      |                      |  |  |                         |                      |                      |                      |                      |                      |  |  |                        |                        |                        |                        |                        |                        |  |  |  |  |
|                  |                  |                  |                  |                  |                  |  |  |                  |                  |                  |                  |                  |                  |  |  |             |             |             |             |             |             |  |  |                        |                        |                        |                        |                        |                        |  |  |                      |                      |                      |                      |                      |                      |  |  |                      |                      |                      |                      |                      |                      |  |  |                         |                      |                      |                      |                      |                      |  |  |                        |                        |                        |                        |                        |                        |  |  |  |  |
|                  |                  |                  |                  |                  |                  |  |  |                  |                  |                  |                  |                  |                  |  |  |             |             |             |             |             |             |  |  |                        |                        |                        |                        |                        |                        |  |  | 경주 이씨 귀인       | 경주 이씨 귀인       | 경주 이씨 귀인       | 경주 이씨 귀인       | 경주 이씨 귀인       | 경주 이씨 귀인       |  |  | 이선 완친왕          | 이선 완친왕          | 이선 완친왕          | 이선 완친왕          | 이선 완친왕          | 이선 완친왕          |  |  |                         |                      |                      |                      |                      |                      |  |  |                        |                        |                        |                        |                        |                        |  |  |  |  |
|                  |                  |                  |                  |                  |                  |  |  |                  |                  |                  |                  |                  |                  |  |  |             |             |             |             |             |             |  |  |                        |                        |                        |                        |                        |                        |  |  | 경주 이씨 귀인       | 경주 이씨 귀인       | 경주 이씨 귀인       | 경주 이씨 귀인       | 경주 이씨 귀인       | 경주 이씨 귀인       |  |  | 이선 완친왕          | 이선 완친왕          | 이선 완친왕          | 이선 완친왕          | 이선 완친왕          | 이선 완친왕          |  |  |                         |                      |                      |                      |                      |                      |  |  |                        |                        |                        |                        |                        |                        |  |  |  |  |
|                  |                  |                  |                  |                  |                  |  |  |                  |                  |                  |                  |                  |                  |  |  |             |             |             |             |             |             |  |  |                        |                        |                        |                        |                        |                        |  |  |                      |                      |                      |                      |                      |                      |  |  |                      |                      |                      |                      |                      |                      |  |  |                         |                      |                      |                      |                      |                      |  |  |                        |                        |                        |                        |                        |                        |  |  |  |  |
|                  |                  |                  |                  |                  |                  |  |  |                  |                  |                  |                  |                  |                  |  |  |             |             |             |             |             |             |  |  |                        |                        |                        |                        |                        |                        |  |  |                      |                      |                      |                      |                      |                      |  |  |                      |                      |                      |                      |                      |                      |  |  |                         |                      |                      |                      |                      |                      |  |  |                        |                        |                        |                        |                        |                        |  |  |  |  |
|                  |                  |                  |                  |                  |                  |  |  |                  |                  |                  |                  |                  |                  |  |  |             |             |             |             |             |             |  |  |                        |                        |                        |                        |                        |                        |  |  | 덕수 장씨 귀인       | 덕수 장씨 귀인       | 덕수 장씨 귀인       | 덕수 장씨 귀인       | 덕수 장씨 귀인       | 덕수 장씨 귀인       |  |  | 이강 의친왕          | 이강 의친왕          | 이강 의친왕          | 이강 의친왕          | 이강 의친왕          | 이강 의친왕          |  |  |                         |                      |                      |                      |                      |                      |  |  |                        |                        |                        |                        |                        |                        |  |  |  |  |
|                  |                  |                  |                  |                  |                  |  |  |                  |                  |                  |                  |                  |                  |  |  |             |             |             |             |             |             |  |  |                        |                        |                        |                        |                        |                        |  |  | 덕수 장씨 귀인       | 덕수 장씨 귀인       | 덕수 장씨 귀인       | 덕수 장씨 귀인       | 덕수 장씨 귀인       | 덕수 장씨 귀인       |  |  | 이강 의친왕          | 이강 의친왕          | 이강 의친왕          | 이강 의친왕          | 이강 의친왕          | 이강 의친왕          |  |  |                         |                      |                      |                      |                      |                      |  |  |                        |                        |                        |                        |                        |                        |  |  |  |  |
|                  |                  |                  |                  |                  |                  |  |  |                  |                  |                  |                  |                  |                  |  |  |             |             |             |             |             |             |  |  |                        |                        |                        |                        |                        |                        |  |  |                      |                      |                      |                      |                      |                      |  |  |                      |                      |                      |                      |                      |                      |  |  |                         |                      |                      |                      |                      |                      |  |  |                        |                        |                        |                        |                        |                        |  |  |  |  |
|                  |                  |                  |                  |                  |                  |  |  |                  |                  |                  |                  |                  |                  |  |  |             |             |             |             |             |             |  |  |                        |                        |                        |                        |                        |                        |  |  |                      |                      |                      |                      |                      |                      |  |  | 연안 김씨 의친왕비   |                      |                      |                      |                      |                      |  |  |                         |                      |                      |                      |                      |                      |  |  |                        |                        |                        |                        |                        |                        |  |  |  |  |
|                  |                  |                  |                  |                  |                  |  |  |                  |                  |                  |                  |                  |                  |  |  |             |             |             |             |             |             |  |  |                        |                        |                        |                        |                        |                        |  |  |                      |                      |                      |                      |                      |                      |  |  |                      |                      |                      |                      |                      |                      |  |  |                         |                      |                      |                      |                      |                      |  |  |                        |                        |                        |                        |                        |                        |  |  |  |  |
|                  |                  |                  |                  |                  |                  |  |  |                  |                  |                  |                  |                  |                  |  |  |             |             |             |             |             |             |  |  |                        |                        |                        |                        |                        |                        |  |  |                      |                      |                      |                      |                      |                      |  |  |                      |                      |                      |                      |                      |                      |  |  |                         |                      |                      |                      |                      |                      |  |  |                        |                        |                        |                        |                        |                        |  |  |  |  |
|                  |                  |                  |                  |                  |                  |  |  |                  |                  |                  |                  |                  |                  |  |  |             |             |             |             |             |             |  |  |                        |                        |                        |                        |                        |                        |  |  |                      |                      |                      |                      |                      |                      |  |  | 수관당 정씨 측실     | 수관당 정씨 측실     | 수관당 정씨 측실     | 수관당 정씨 측실     | 수관당 정씨 측실     | 수관당 정씨 측실     |  |  | 이건 장남               | 이건 장남            | 이건 장남            | 이건 장남            | 이건 장남            | 이건 장남            |  |  | 이충 장남              | 이충 장남              | 이충 장남              | 이충 장남              | 이충 장남              | 이충 장남              |  |  |  |  |
|                  |                  |                  |                  |                  |                  |  |  |                  |                  |                  |                  |                  |                  |  |  |             |             |             |             |             |             |  |  |                        |                        |                        |                        |                        |                        |  |  |                      |                      |                      |                      |                      |                      |  |  | 수관당 정씨 측실     | 수관당 정씨 측실     | 수관당 정씨 측실     | 수관당 정씨 측실     | 수관당 정씨 측실     | 수관당 정씨 측실     |  |  | 이건 장남               | 이건 장남            | 이건 장남            | 이건 장남            | 이건 장남            | 이건 장남            |  |  | 이충 장남              | 이충 장남              | 이충 장남              | 이충 장남              | 이충 장남              | 이충 장남              |  |  |  |  |
|                  |                  |                  |                  |                  |                  |  |  |                  |                  |                  |                  |                  |                  |  |  |             |             |             |             |             |             |  |  |                        |                        |                        |                        |                        |                        |  |  |                      |                      |                      |                      |                      |                      |  |  |                      |                      |                      |                      |                      |                      |  |  |                         |                      |                      |                      |                      |                      |  |  |                        |                        |                        |                        |                        |                        |  |  |  |  |
|                  |                  |                  |                  |                  |                  |  |  |                  |                  |                  |                  |                  |                  |  |  |             |             |             |             |             |             |  |  |                        |                        |                        |                        |                        |                        |  |  |                      |                      |                      |                      |                      |                      |  |  |                      |                      |                      |                      |                      |                      |  |  |                         |                      |                      |                      |                      |                      |  |  |                        |                        |                        |                        |                        |                        |  |  |  |  |
|                  |                  |                  |                  |                  |                  |  |  |                  |                  |                  |                  |                  |                  |  |  |             |             |             |             |             |             |  |  |                        |                        |                        |                        |                        |                        |  |  |                      |                      |                      |                      |                      |                      |  |  |                      |                      |                      |                      |                      |                      |  |  | 요시코 1951년 이혼      | 요시코 1951년 이혼   | 요시코 1951년 이혼   | 요시코 1951년 이혼   | 요시코 1951년 이혼   | 요시코 1951년 이혼   |  |  | 이옥자 장녀            | 이옥자 장녀            | 이옥자 장녀            | 이옥자 장녀            | 이옥자 장녀            | 이옥자 장녀            |  |  |  |  |
|                  |                  |                  |                  |                  |                  |  |  |                  |                  |                  |                  |                  |                  |  |  |             |             |             |             |             |             |  |  |                        |                        |                        |                        |                        |                        |  |  |                      |                      |                      |                      |                      |                      |  |  |                      |                      |                      |                      |                      |                      |  |  | 요시코 1951년 이혼      | 요시코 1951년 이혼   | 요시코 1951년 이혼   | 요시코 1951년 이혼   | 요시코 1951년 이혼   | 요시코 1951년 이혼   |  |  | 이옥자 장녀            | 이옥자 장녀            | 이옥자 장녀            | 이옥자 장녀            | 이옥자 장녀            | 이옥자 장녀            |  |  |  |  |
|                  |                  |                  |                  |                  |                  |  |  |                  |                  |                  |                  |                  |                  |  |  |             |             |             |             |             |             |  |  |                        |                        |                        |                        |                        |                        |  |  |                      |                      |                      |                      |                      |                      |  |  |                      |                      |                      |                      |                      |                      |  |  |                         |                      |                      |                      |                      |                      |  |  |                        |                        |                        |                        |                        |                        |  |  |  |  |
|                  |                  |                  |                  |                  |                  |  |  |                  |                  |                  |                  |                  |                  |  |  |             |             |             |             |             |             |  |  |                        |                        |                        |                        |                        |                        |  |  |                      |                      |                      |                      |                      |                      |  |  |                      |                      |                      |                      |                      |                      |  |  |                         |                      |                      |                      |                      |                      |  |  | 이기 차남              |                        |                        |                        |                        |                        |  |  |  |  |
|                  |                  |                  |                  |                  |                  |  |  |                  |                  |                  |                  |                  |                  |  |  |             |             |             |             |             |             |  |  |                        |                        |                        |                        |                        |                        |  |  |                      |                      |                      |                      |                      |                      |  |  |                      |                      |                      |                      |                      |                      |  |  |                         |                      |                      |                      |                      |                      |  |  |                        |                        |                        |                        |                        |                        |  |  |  |  |
|                  |                  |                  |                  |                  |                  |  |  |                  |                  |                  |                  |                  |                  |  |  |             |             |             |             |             |             |  |  |                        |                        |                        |                        |                        |                        |  |  |                      |                      |                      |                      |                      |                      |  |  |                      |                      |                      |                      |                      |                      |  |  |                         |                      |                      |                      |                      |                      |  |  |                        |                        |                        |                        |                        |                        |  |  |  |  |
|                  |                  |                  |                  |                  |                  |  |  |                  |                  |                  |                  |                  |                  |  |  |             |             |             |             |             |             |  |  |                        |                        |                        |                        |                        |                        |  |  |                      |                      |                      |                      |                      |                      |  |  |                      |                      |                      |                      |                      |                      |  |  |                         |                      |                      |                      |                      |                      |  |  |                        |                        |                        |                        |                        |                        |  |  |  |  |
|                  |                  |                  |                  |                  |                  |  |  |                  |                  |                  |                  |                  |                  |  |  |             |             |             |             |             |             |  |  |                        |                        |                        |                        |                        |                        |  |  |                      |                      |                      |                      |                      |                      |  |  | 함개봉 측실          | 함개봉 측실          | 함개봉 측실          | 함개봉 측실          | 함개봉 측실          | 함개봉 측실          |  |  | 이갑 9남                | 이갑 9남             | 이갑 9남             | 이갑 9남             | 이갑 9남             | 이갑 9남             |  |  |                        |                        |                        |                        |                        |                        |  |  |  |  |
|                  |                  |                  |                  |                  |                  |  |  |                  |                  |                  |                  |                  |                  |  |  |             |             |             |             |             |             |  |  |                        |                        |                        |                        |                        |                        |  |  |                      |                      |                      |                      |                      |                      |  |  | 함개봉 측실          | 함개봉 측실          | 함개봉 측실          | 함개봉 측실          | 함개봉 측실          | 함개봉 측실          |  |  | 이갑 9남                | 이갑 9남             | 이갑 9남             | 이갑 9남             | 이갑 9남             | 이갑 9남             |  |  |                        |                        |                        |                        |                        |                        |  |  |  |  |
|                  |                  |                  |                  |                  |                  |  |  |                  |                  |                  |                  |                  |                  |  |  |             |             |             |             |             |             |  |  |                        |                        |                        |                        |                        |                        |  |  |                      |                      |                      |                      |                      |                      |  |  |                      |                      |                      |                      |                      |                      |  |  |                         |                      |                      |                      |                      |                      |  |  |                        |                        |                        |                        |                        |                        |  |  |  |  |
|                  |                  |                  |                  |                  |                  |  |  |                  |                  |                  |                  |                  |                  |  |  |             |             |             |             |             |             |  |  |                        |                        |                        |                        |                        |                        |  |  |                      |                      |                      |                      |                      |                      |  |  |                      |                      |                      |                      |                      |                      |  |  |                         |                      |                      |                      |                      |                      |  |  |                        |                        |                        |                        |                        |                        |  |  |  |  |
|                  |                  |                  |                  |                  |                  |  |  |                  |                  |                  |                  |                  |                  |  |  |             |             |             |             |             |             |  |  |                        |                        |                        |                        |                        |                        |  |  | 청주 양씨 귀인       | 청주 양씨 귀인       | 청주 양씨 귀인       | 청주 양씨 귀인       | 청주 양씨 귀인       | 청주 양씨 귀인       |  |  | 이덕혜 덕혜옹주      | 이덕혜 덕혜옹주      | 이덕혜 덕혜옹주      | 이덕혜 덕혜옹주      | 이덕혜 덕혜옹주      | 이덕혜 덕혜옹주      |  |  | 소 마사에               | 소 마사에            | 소 마사에            | 소 마사에            | 소 마사에            | 소 마사에            |  |  |                        |                        |                        |                        |                        |                        |  |  |  |  |
|                  |                  |                  |                  |                  |                  |  |  |                  |                  |                  |                  |                  |                  |  |  |             |             |             |             |             |             |  |  |                        |                        |                        |                        |                        |                        |  |  | 청주 양씨 귀인       | 청주 양씨 귀인       | 청주 양씨 귀인       | 청주 양씨 귀인       | 청주 양씨 귀인       | 청주 양씨 귀인       |  |  | 이덕혜 덕혜옹주      | 이덕혜 덕혜옹주      | 이덕혜 덕혜옹주      | 이덕혜 덕혜옹주      | 이덕혜 덕혜옹주      | 이덕혜 덕혜옹주      |  |  | 소 마사에               | 소 마사에            | 소 마사에            | 소 마사에            | 소 마사에            | 소 마사에            |  |  |                        |                        |                        |                        |                        |                        |  |  |  |  |
|                  |                  |                  |                  |                  |                  |  |  |                  |                  |                  |                  |                  |                  |  |  |             |             |             |             |             |             |  |  |                        |                        |                        |                        |                        |                        |  |  |                      |                      |                      |                      |                      |                      |  |  |                      |                      |                      |                      |                      |                      |  |  |                         |                      |                      |                      |                      |                      |  |  |                        |                        |                        |                        |                        |                        |  |  |  |  |
|                  |                  |                  |                  |                  |                  |  |  |                  |                  |                  |                  |                  |                  |  |  |             |             |             |             |             |             |  |  |                        |                        |                        |                        |                        |                        |  |  |                      |                      |                      |                      |                      |                      |  |  |                      |                      |                      |                      |                      |                      |  |  |                         |                      |                      |                      |                      |                      |  |  |                        |                        |                        |                        |                        |                        |  |  |  |  |
|                  |                  |                  |                  |                  |                  |  |  |                  |                  |                  |                  |                  |                  |  |  |             |             |             |             |             |             |  |  |                        |                        |                        |                        |                        |                        |  |  |                      |                      |                      |                      |                      |                      |  |  | 소 다케유키 백작     |                      |                      |                      |                      |                      |  |  |                         |                      |                      |                      |                      |                      |  |  |                        |                        |                        |                        |                        |                        |  |  |  |  |
|                  |                  |                  |                  |                  |                  |  |  |                  |                  |                  |                  |                  |                  |  |  |             |             |             |             |             |             |  |  |                        |                        |                        |                        |                        |                        |  |  |                      |                      |                      |                      |                      |                      |  |  |                      |                      |                      |                      |                      |                      |  |  |                         |                      |                      |                      |                      |                      |  |  |                        |                        |                        |                        |                        |                        |  |  |  |  |
|                  |                  |                  |                  |                  |                  |  |  |                  |                  |                  |                  |                  |                  |  |  |             |             |             |             |             |             |  |  |                        |                        |                        |                        |                        |                        |  |  | 전주 이씨 장녀       |                      |                      |                      |                      |                      |  |  |                      |                      |                      |                      |                      |                      |  |  |                         |                      |                      |                      |                      |                      |  |  |                        |                        |                        |                        |                        |                        |  |  |  |  |
|                  |                  |                  |                  |                  |                  |  |  |                  |                  |                  |                  |                  |                  |  |  |             |             |             |             |             |             |  |  |                        |                        |                        |                        |                        |                        |  |  |                      |                      |                      |                      |                      |                      |  |  |                      |                      |                      |                      |                      |                      |  |  |                         |                      |                      |                      |                      |                      |  |  |                        |                        |                        |                        |                        |                        |  |  |  |  |
|                  |                  |                  |                  |                  |                  |  |  |                  |                  |                  |                  |                  |                  |  |  |             |             |             |             |             |             |  |  |                        |                        |                        |                        |                        |                        |  |  |                      |                      |                      |                      |                      |                      |  |  |                      |                      |                      |                      |                      |                      |  |  |                         |                      |                      |                      |                      |                      |  |  |                        |                        |                        |                        |                        |                        |  |  |  |  |
|                  |                  |                  |                  |                  |                  |  |  |                  |                  |                  |                  |                  |                  |  |  |             |             |             |             |             |             |  |  |                        |                        |                        |                        |                        |                        |  |  | 조경호               |                      |                      |                      |                      |                      |  |  |                      |                      |                      |                      |                      |                      |  |  |                         |                      |                      |                      |                      |                      |  |  |                        |                        |                        |                        |                        |                        |  |  |  |  |
|                  |                  |                  |                  |                  |                  |  |  |                  |                  |                  |                  |                  |                  |  |  |             |             |             |             |             |             |  |  |                        |                        |                        |                        |                        |                        |  |  |                      |                      |                      |                      |                      |                      |  |  |                      |                      |                      |                      |                      |                      |  |  |                         |                      |                      |                      |                      |                      |  |  |                        |                        |                        |                        |                        |                        |  |  |  |  |
|                  |                  |                  |                  |                  |                  |  |  |                  |                  |                  |                  |                  |                  |  |  |             |             |             |             |             |             |  |  |                        |                        |                        |                        |                        |                        |  |  | 전주 이씨 삼녀       |                      |                      |                      |                      |                      |  |  |                      |                      |                      |                      |                      |                      |  |  |                         |                      |                      |                      |                      |                      |  |  |                        |                        |                        |                        |                        |                        |  |  |  |  |
|                  |                  |                  |                  |                  |                  |  |  |                  |                  |                  |                  |                  |                  |  |  |             |             |             |             |             |             |  |  |                        |                        |                        |                        |                        |                        |  |  |                      |                      |                      |                      |                      |                      |  |  |                      |                      |                      |                      |                      |                      |  |  |                         |                      |                      |                      |                      |                      |  |  |                        |                        |                        |                        |                        |                        |  |  |  |  |
|                  |                  |                  |                  |                  |                  |  |  |                  |                  |                  |                  |                  |                  |  |  |             |             |             |             |             |             |  |  |                        |                        |                        |                        |                        |                        |  |  |                      |                      |                      |                      |                      |                      |  |  |                      |                      |                      |                      |                      |                      |  |  |                         |                      |                      |                      |                      |                      |  |  |                        |                        |                        |                        |                        |                        |  |  |  |  |
|                  |                  |                  |                  |                  |                  |  |  |                  |                  |                  |                  |                  |                  |  |  |             |             |             |             |             |             |  |  |                        |                        |                        |                        |                        |                        |  |  | 조정구               |                      |                      |                      |                      |                      |  |  |                      |                      |                      |                      |                      |                      |  |  |                         |                      |                      |                      |                      |                      |  |  |                        |                        |                        |                        |                        |                        |  |  |  |  |
|                  |                  |                  |                  |                  |                  |  |  |                  |                  |                  |                  |                  |                  |  |  |             |             |             |             |             |             |  |  |                        |                        |                        |                        |                        |                        |  |  |                      |                      |                      |                      |                      |                      |  |  |                      |                      |                      |                      |                      |                      |  |  |                         |                      |                      |                      |                      |                      |  |  |                        |                        |                        |                        |                        |                        |  |  |  |  |
|                  |                  |                  |                  |                  |                  |  |  |                  |                  |                  |                  |                  |                  |  |  |             |             |             |             |             |             |  |  |                        |                        |                        |                        |                        |                        |  |  |                      |                      |                      |                      |                      |                      |  |  |                      |                      |                      |                      |                      |                      |  |  |                         |                      |                      |                      |                      |                      |  |  |                        |                        |                        |                        |                        |                        |  |  |  |  |
|                  |                  |                  |                  |                  |                  |  |  |                  |                  |                  |                  |                  |                  |  |  |             |             |             |             |             |             |  |  | 계성월 소실            | 계성월 소실            | 계성월 소실            | 계성월 소실            | 계성월 소실            | 계성월 소실            |  |  | 이재선 완은군        | 이재선 완은군        | 이재선 완은군        | 이재선 완은군        | 이재선 완은군        | 이재선 완은군        |  |  | 이주용               | 이주용               | 이주용               | 이주용               | 이주용               | 이주용               |  |  |                         |                      |                      |                      |                      |                      |  |  |                        |                        |                        |                        |                        |                        |  |  |  |  |
|                  |                  |                  |                  |                  |                  |  |  |                  |                  |                  |                  |                  |                  |  |  |             |             |             |             |             |             |  |  | 계성월 소실            | 계성월 소실            | 계성월 소실            | 계성월 소실            | 계성월 소실            | 계성월 소실            |  |  | 이재선 완은군        | 이재선 완은군        | 이재선 완은군        | 이재선 완은군        | 이재선 완은군        | 이재선 완은군        |  |  | 이주용               | 이주용               | 이주용               | 이주용               | 이주용               | 이주용               |  |  |                         |                      |                      |                      |                      |                      |  |  |                        |                        |                        |                        |                        |                        |  |  |  |  |
|                  |                  |                  |                  |                  |                  |  |  |                  |                  |                  |                  |                  |                  |  |  |             |             |             |             |             |             |  |  |                        |                        |                        |                        |                        |                        |  |  |                      |                      |                      |                      |                      |                      |  |  |                      |                      |                      |                      |                      |                      |  |  |                         |                      |                      |                      |                      |                      |  |  |                        |                        |                        |                        |                        |                        |  |  |  |  |
|                  |                  |                  |                  |                  |                  |  |  |                  |                  |                  |                  |                  |                  |  |  |             |             |             |             |             |             |  |  |                        |                        |                        |                        |                        |                        |  |  | 전주 이씨 차녀       |                      |                      |                      |                      |                      |  |  |                      |                      |                      |                      |                      |                      |  |  |                         |                      |                      |                      |                      |                      |  |  |                        |                        |                        |                        |                        |                        |  |  |  |  |
|                  |                  |                  |                  |                  |                  |  |  |                  |                  |                  |                  |                  |                  |  |  |             |             |             |             |             |             |  |  |                        |                        |                        |                        |                        |                        |  |  |                      |                      |                      |                      |                      |                      |  |  |                      |                      |                      |                      |                      |                      |  |  |                         |                      |                      |                      |                      |                      |  |  |                        |                        |                        |                        |                        |                        |  |  |  |  |
|                  |                  |                  |                  |                  |                  |  |  |                  |                  |                  |                  |                  |                  |  |  |             |             |             |             |             |             |  |  |                        |                        |                        |                        |                        |                        |  |  |                      |                      |                      |                      |                      |                      |  |  |                      |                      |                      |                      |                      |                      |  |  |                         |                      |                      |                      |                      |                      |  |  |                        |                        |                        |                        |                        |                        |  |  |  |  |
|                  |                  |                  |                  |                  |                  |  |  |                  |                  |                  |                  |                  |                  |  |  |             |             |             |             |             |             |  |  |                        |                        |                        |                        |                        |                        |  |  | 이윤용 남작          |                      |                      |                      |                      |                      |  |  |                      |                      |                      |                      |                      |                      |  |  |                         |                      |                      |                      |                      |                      |  |  |                        |                        |                        |                        |                        |                        |  |  |  |  |

후실 전순혁과 사이에서 둔 서녀 이진완이 성인이 될 때까지 유일하게 생존했다. 후사가 없어 의친왕의 차남 이우를 양자로 삼았다.
- 할아버지 : 흥선대원왕(1820년~1898년)
- 할머니 : 여흥대원비 민씨(1818년~1898년)
  - 아버지 : 흥친왕 이재면(1845년 ~ 1912년)
  - 어머니(생모) : 풍산홍씨(豊山洪氏, 1844년 ~ 1887년 12월), 통덕랑(通德郞) 풍산인(豊山人) 홍병주(洪秉周)의 딸.
    - 동복동생 : 이문용(李𪣢鎔, 1882년 ~ 1901년)
    - 동복녀 : 왕녀 이씨, 군수(郡守) 김인규(金仁圭)에게 출가.
    - 동복녀 : 왕녀 이씨, 비서승(秘書丞) 김두한(金斗漢)에게 출가.

  - 어머니(계모) : 여주이씨(驪州李氏, 1883년 ~ 1978년), 참봉(參奉) 여주인(驪州人) 이인구(李麟九)의 딸.
    - 이복녀 : 왕녀 이씨(1911년 2월 3일 ~ 1912년 8월 29일)

  - 부실(父) : 이름 미상
    - 이복녀(서매) : 왕녀 이씨, 주사(主事) 김규정(金奎定)에게 출가.
- 정실 : 남양홍씨(南陽洪氏, ? - 1894년 8월 17일), 판서(判書) 남양인(南陽人) 홍종석(洪鍾奭)의 딸.
- 계실 : 광산김씨(光山金氏, 1878년 6월 19일 ~ 1955년), 광산인(光山人) 김재정(金在鼎)의 딸.
  - 양자 : 이우(李鍝, 1912년 ~ 1945년), 사촌 의친왕의 차남
  - 양며느리 : 박찬주(朴贊珠, 1914년 12월 11일 ~ 1995년 7월 13일), 박영효의 서(庶)손녀
    - 양손자 : 이청
    - 양손자 : 이종
- 후실 : 이옥경(1885년 ~ ?)
- 후실 : 전순혁(1881년 ~ ?)
  - 서녀 : 이진완 (李辰琬, 1916년 5월 18일 ~ 1997년, 전 대한민국 대통령 윤보선의 동생 윤원선과 결혼)
  - 서녀사위 : 윤원선(尹源善, 1910년 ~ 1971년)
    - 외손녀: 윤유명
    - 외손자: 윤응구(1938년 - )
    - 외손자: 윤덕구
    - 외손녀: 윤경자
    - 외손녀사위: 배재호
- 숙부 : 고종(高宗)
  - 사촌 형 : 완친왕(完親王, 1868년 - 1880년)
  - 사촌 동생 : 순종(純宗, 1874년 음력 2월 8일(양력 3월 25일) - 1926년 양력 4월 25일)
  - 사촌 동생 : 의친왕(義親王, 1877년 3월 30일 - 1955년 8월 16일)
- 장인 : 홍순형(洪淳馨, 1855년 - ?)
- 장인 : 김재정(金在鼎)
- 장모 : 채씨(菜氏, ? - 1916년 10월 7일), 김재정의 처
- 이복 숙부 : 완은군 이재선(李載先, ? - 1881년)
  - 사촌 : 이관용(? - ?)

## 기타
뮈텔에 의하면 그는 20대 때에는 보통 체격이었으나 30대 후반에 귀국했을 때는 뮈텔주교도 그를 몰라 봤을 만큼 비대한 체격으로 변해 있었다. 그 때문에 그는 '양(洋)돼지'라고 불렸고, 장정 2명 이상이 끄는 인력거를 타고 다녔다고 한다. 이는 한때 민첩하고 날렵함으로 고종의 대안자로 지목되었고, 고종과 민씨 척족계열이 보낸 자객이나 암살의 위협을 모면한 것, 영특했던 소년기와는 대조적으로 변한 고의 모습에 대한 경멸과 조롱의 의미도 담겨 있었다.
훗날 그의 사후 그의 인척이 되는 윤치호도 그가 양돼지 라는 별명을 얻었다고 기록해 놓았다. 윤치호는 그가 한여름에 땀을 뻘뻘 흘리면서도 가마나 교자 위에 앉아있으면서 아랫사람들에게만 빨리 올라가지 못하느냐고 재촉한다며, 걸어서라도 올라갈 생각은 못한다고 조롱하기도 했다.
그의 계비 광산 김씨는 뒷날 양자 이우가 일본인과의 결혼을 피해 박영효의 서손녀 박찬주와 결혼하는 것을 한때 반대하기도 했다. 이는 박영효가 이준용을 처형하려 했던 점 때문인지, 박영효의 손녀가 적손이 아니라 서손녀라서 반대한 것인가 여부는 불확실하다.
운현궁 주인들의 초상화 중 흥선대원군은 생전인 1869년, 1880년, 흥친왕은 1880년에 초상화가 그려졌다. 그러나 영선군은 영정을 남기지 않아 사후 1918년 그의 사진을 보고 초상화가 그려졌다.
그의 서녀 이진완은 조선총독부 기록에 의하면, 경성부 종로구 운니동 운현궁 사저가 아닌, 후일 대한민국 시대에 서울특별시 유형문화재 제26호로 지정된 석파정 근처의 이준용 별장인 삼계동 별저에서 태어났다 한다.

### 명성황후 암살 기도 의혹
흥선대원군 외에도 이준용 역시 명성황후와 세자를 제거하려는 음모를 꾸몄다는 의혹이 제기되어 있다.
안경수와 권형진을 조사하여 처형하는 과정에서 1894년 7월에 이준용이 명성황후와 세자궁을 처단하려 하였고, 이러한 역모 사건은 결국 을미사변으로 이어졌다는 진술이 나왔다. 고종 황제는 이준용 역시 을미사변의 주요 배후 중의 한사람으로 의심했다. 명성황후 폐출과 제거 음모에 꾸준히 가담한 점과 명성황후 계열에 의해 암살 미수가 있었던 점 등을 감안했던 것이다. 그러나 그가 을미사변에 직접 협력했거나 가담했다는 근거는 나타나지 않고 있다.

## 이준용을 연기한 배우
- 이환지 -《풍운》, 1982년 - KBS 드라마
- 김경진 -《대원군》, 1990년 - MBC 드라마
- 안승민 -《명성황후》, 2001년 - KBS 드라마

## 같이 보기
| - 청일전쟁 - 갑신정변 - 을미사변 - 임오군란 - 운현궁 - 흥선대원군 - 여흥부대부인 - 동학농민운동 - 고종 - 철종 - 순종 - 의친왕 - 완친왕 - 영친왕 - 이문용 - 윤원선 - 이달용 - 민치구 - 김학우 - 김홍집 | - 운현궁 - 갑오개혁 - 을미개혁 - 을미사변 - 한일합방 - 신궁봉경회 - 이진완 - 흥친왕 - 이관용 - 명성황후 - 박중양 - 박정양 - 이범진 - 윤원선 - 윤보선 - 윤치호 - 천하장안 - 이지용 - 박영효 - 미우라 고로 | - 박찬주 - 이재선 - 이재선 사건 - 이준용 역모 사건 - 이재완 - 대한제국 - 서재필 - 사도세자 - 이우 - 이건 - 이승만 - 이준용 |

## 참고자료
- 친일반민족행위진상규명위원회 (2006년 12월). 〈이준용〉 (PDF). 《2006년도 조사보고서 II - 친일반민족행위결정이유서》. 서울. 898~912쪽쪽. 발간등록번호 11-1560010-0000002-10. 2007년 10월 10일에 원본 문서 (PDF)에서 보존된 문서. 2007년 6월 26일에 확인함.
- 오영섭 (2007년 4월). 〈고종의 잠재적 대안자로서 일생을 살아간 이준용〉. 《한국근현대사를 수놓은 인물들 (1)》. 서울. 309~342쪽쪽.
- Korean―Japanese Politics behind the Kabo―Ulmi Reform Movement
- 1894 to 1896(Young I. Lew, The Journal of Korean Studies 3, 1981)
- 이상백, 東學黨과 大院君, 《歷史學報 17·18合集》, 1962)

### 참고 문헌
- 오영섭, 《한국 근현대사를 수놓은 인물들(1)》(2007, 경인문화사)
- 조선문우회, 《조선신사보감》 (조선문우회, 1913) 9~10쪽
- 小田省吾 편, 이희공실기·이준공실기 (이왕직, 1943) 1~59쪽
- 석파학술연구원, 《흥선대원군 사료휘편 (전4권)》 (현음사, 2005)
- 유영익, <이준용>, <이준용옹립사건> "한국민족문화대백과사전" 18 (한국정신문화연구원, 1991) 246~247쪽
- 이이화, 한국사 이야기 20:우리 힘으로 나라를 찾겠다 (한길사, 2004)
- 김제방, 《흥선 대원군·명성황후》 (지문사, 2003)
- 연갑수, 《대원군 집권기 부국 강병 정책 연구》 (연갑수 저, 서울대학교 출판부, 2001) ISBN 978-89-521-0240-9
- 한국역사연구회, 1894년 농민전쟁연구 4 (역사비평사, 2003)
- 한국역사연구회, 1894년 농민전쟁연구 5 (역사비평사, 2003)
- 연갑수, 《고종대 정치변동 연구》 (일지사, 2008)
- 유영익, 《갑요경장 연구》(일조각, 1990)
- 혜문, 《조선을 죽이다》 (동국대학교출판부, 2009)
- 이선근, 《대원군의 시대》(세종대왕기념사업회, 2000)
- 황현, 《매천야록》 (황현 지음, 허경진 옮김, 한양출판사, 1995)
- 이선근, 《大韓國史 6》 (신태양사, 1973)
- 국사편찬위원회 편, 고종시대사 2~3 (국사편찬위원회, 1969)